# Bayard (cheval)
Pour les articles homonymes, voir Bayard.
Vous lisez un « article de qualité » labellisé en 2011.
Bayard est un cheval-fée légendaire de robe baie, issu de nombreuses chansons de geste du Moyen Âge chrétien. Les plus anciennes versions remontent au XIIe siècle, et figurent parmi les histoires les plus populaires jusqu'au XIXe siècle. Ces textes, surtout celui des Quatre Fils Aymon, lui attribuent des qualités magiques et une origine surnaturelle : fils d'un dragon et d'une serpente, Bayard est libéré d'une île volcanique par l'enchanteur Maugis. Le roi Charlemagne le donne à Renaud de Montauban, l'aîné des quatre fils Aymon. Renommé pour sa force et son intelligence, Bayard peut porter les quatre fils sur son dos en même temps, pour leur permettre d'échapper à la colère du roi. Livré à Charlemagne en gage de paix, il est jeté au fond du Rhin (ou de la Meuse selon le folklore et des versions littéraires plus tardives) avec une meule autour du cou. Bayard parvient à s'échapper et, selon la légende, continue depuis à errer dans la forêt ardennaise, d'où retentit son hennissement à chaque solstice d'été.
Ce cheval, probablement le plus célèbre du Moyen Âge, semble remonter à des croyances païennes antérieures à la plupart des textes qui le mettent en scène. Il pourrait être issu d'un mythe des Francs, de la monture reptilienne du géant Gargantua primitif, ou de la mythologie celtique. Chtonien tant par son origine que par sa couleur, subversif car résistant à l'empereur Charlemagne, il tient auprès de Renaud un rôle de protecteur totémique et d'animal nourricier.
Depuis le Moyen Âge, Bayard est une figure importante du folklore, particulièrement dans l'Ardenne, en Belgique et en France, notamment près de Bogny-sur-Meuse, de Liège et de Dinant. Selon la légende, le rocher Bayard aurait été fendu par un coup de ses sabots. De nombreux toponymes connus sous le nom de « Pas-Bayard » ou de « Saut-Bayard » lui seraient dus. Des processions et cortèges folkloriques le mettent en scène parmi les géants du Nord, comme la ducasse d'Ath et l'ommegang de Termonde. La vaste diffusion de sa légende et le succès de celle-ci ont influencé bon nombre d'artistes, ainsi que des croyances populaires.

## Étymologie

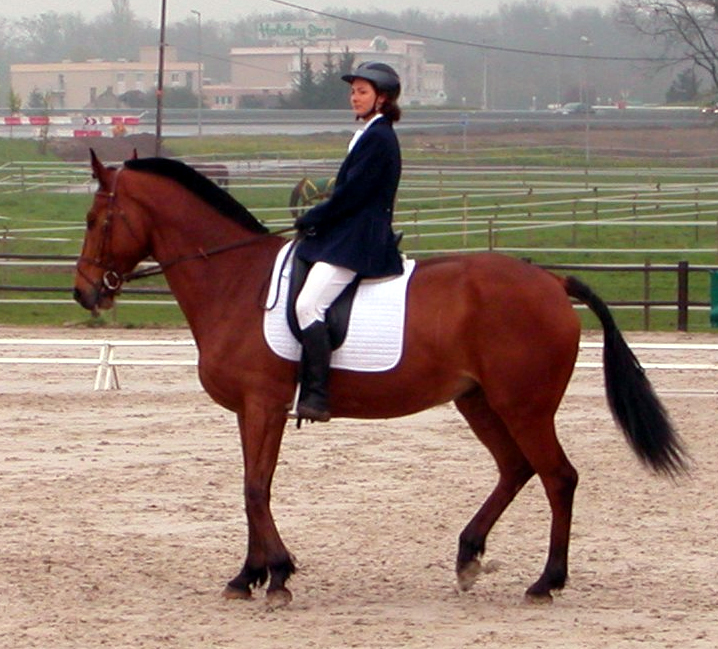
Selon Marc-André Wagner, le nom de « Bayard » est issu d'un mot latin pour désigner la robe baie du cheval, d'un brun proche du rouge, comme chez celui-ci.

Bien que le nom le plus couramment rencontré soit « Bayard », la forme « Bayart », plus ancienne, semble également plus exacte. Le « d » final apparaît au fil des adaptations du texte. Selon le germaniste Marc-André Wagner, ce nom est issu de l'ancien français baiart (ou baiars), lui-même du latin badius (« bai ») avec le suffixe germanique d'amplification hart (« dur », « fort »). Cette étymologie renvoie à la robe « très baie » de l'animal, probablement un brun proche du rouge,. La théorie d'Henri Dontenville voit dans Bayard un nom dérivé de « bélénique », c'est-à-dire en rapport avec le dieu celte Bélénos,.
Après le XIIIe siècle et sous l'influence de la légende, le nom commun « bayard » devient d'usage pour désigner tous les chevaux bais, y compris en Suisse romande, et sans avoir de rapport avec le chevalier Bayard. Il donne naissance à des proverbes populaires tels « Bayard de trois, cheval de roy, Bayard de quatre, cheval de fol, Bayard d'un, ne le donne à aucun ». En wallon liégeois, bayar ou baya désigne non seulement une robe du cheval, mais aussi tous les chevaux vigoureux et robustes à l'instar de celui de la légende. Par extension, le mot en vient à désigner les cheveux roux et noirs, ainsi, quelques familles héritent-elles du nom propre « Bayard ». Dans le Nord-Pas-de-Calais, « Bayard » ou « Baielart » désigne des chevaux efflanqués utilisés lors de joutes humoristiques, par dérision.
L'usage du nom commun s'est perdu au fil du temps. D'après Doppagne, « lorsque, familièrement, un paysan dit « bayard » pour un cheval, c'est au cheval légendaire qu'il pense et non plus à bai l'adjectif de couleur dont, dans les dialectes, bayard est dérivé ! ». Éric Baratay fait remarquer que « Bayard » est aussi un prénom humain, induisant peut-être un certain anthropomorphisme. Quelques confusions existent entre le Bayard de la légende des Quatre Fils Aymon et d'autres chevaux du folklore populaire, probablement à cause du nom commun pour le cheval bai.
« Bayard » est la forme française. En italien, on le connaît sous le nom de « Baiardo », en wallon « li tchvå Bayåd », et en flamand « Ros Beiaard ». En néerlandais, vers 1822, Rosbeijer désigne non-seulement le cheval Bayard, mais aussi un lutin, un dragon, ou une incarnation du Diable.

## Mentions dans les chansons de geste et la littérature
Bayard, « sans aucun doute le plus fameux des chevaux du Moyen Âge » selon Michel Stanesco, et « le plus célèbre des chevaux magiques de nos terres » (France et Belgique) selon Henri Dontenville, est issu des chansons de geste. Il est connu grâce aux nombreux textes qui les retranscrivent. Le plus ancien est une version française des Quatre Fils Aymon, peut-être d'origine ardennaise, dont fait partie la Chanson de Renaut de Montauban. La plus ancienne version remonterait au plus tard au milieu du XIIIe siècle (selon Jacques Thomas). Certains font remonter le prototype à la fin du XIIe siècle au maximum, sur base du fait que la légende circulait oralement avant cette date. Le cheval Bayard y tient une fonction adjuvante et appartient à Renaud. Plus tard, la tradition raconte que c'est le cousin de Renaud, le magicien Maugis (ou Maugris), qui l'a capturé et lui en a fait don, grâce à la diffusion du Maugis d'Aigremont, paru au XIVe siècle.
Comme Joseph Bédier le fait remarquer, « il n'y a pas dans la littérature populaire de livre plus populaire que Renaut de Montauban ». La grande longévité et le succès de ce texte, qui a subi assez peu de retouches depuis le XIIIe siècle, semblent être dus à la présence de l'enchanteur Maugis et du cheval Bayard. Ils sont les deux seuls éléments fantastiques et merveilleux de la légende, et contribuent à lui donner ses traits féeriques si appréciés du public.

### Les Quatre Fils AymonetRenaut de Montauban

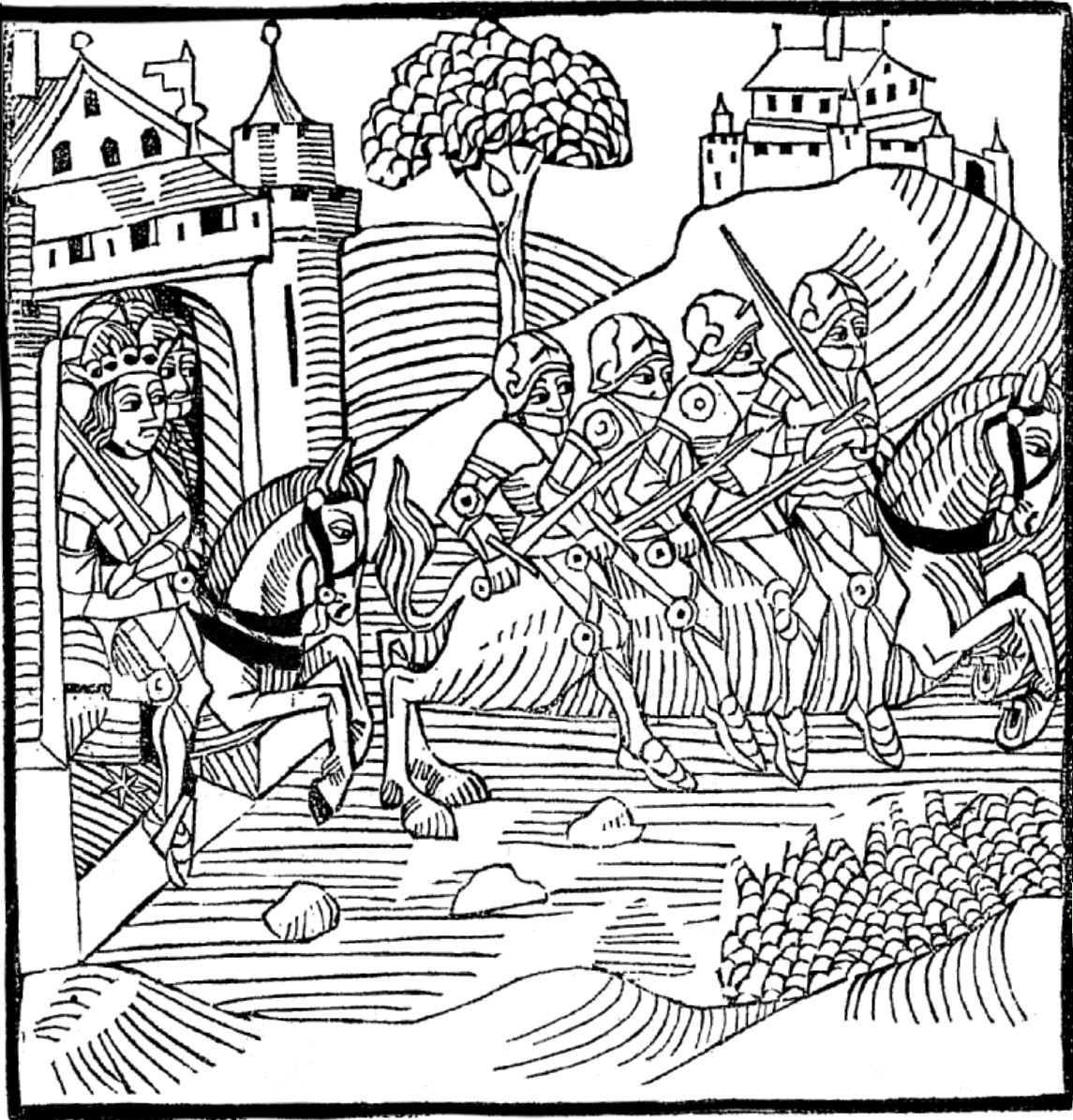
La fuite des quatre fils Aymon sur Bayard depuis Paris, d'après un incunable lyonnais.

Les Quatre Fils Aymon (et Renaut de Montauban) forme la source principale concernant Bayard, qui en est indissociable. Le cheval joue toujours un rôle presque aussi important que son cavalier. Il est décrit comme « faé » (fée) dans un sens adjectival, c'est-à-dire comme « enchanté, touché par une magie »,. Bien que la représentation du cheval portant les quatre frères (Renaud, Alard, Richard et Guichard) en même temps soit très connue et indissociable de la chanson, elle semble issue d'une influence de l'iconographie sur les versions postérieures du texte, car si les plus anciens textes disent que Bayard est capable de porter plus d'un cavalier, ils ne précisent jamais qu'il s'agit des quatre frères.
L'attachement de Renaud pour son cheval est plus d'une fois mis en avant dans la chanson, à travers des phrases comme « Hé Baiart bons chevaux que ne savés parler ? De ma grande dolor m'eussies confortés » après la mort de Maugis, selon l'une des versions,. « Il prise Bayard plus que tout l'or du monde » selon d'autres mentions.

#### Résumé des manuscrits
Aymon de Dordonne vient à Paris un jour de Pentecôte pour présenter ses quatre fils, Renaud, Aalard, Guichard et Richard, à son suzerain Charlemagne. Renaud impressionne et remporte la quintaine, si bien que Charlemagne le fait armer chevalier et ordonne qu'on lui remette une monture merveilleuse :
| Chanson des quatre fils Aymon manuscrit La Vallière (ancien français) | Traduction en français moderne                              |
| --------------------------------------------------------------------- | ----------------------------------------------------------- |
| I cheval i amainent que tos estoit faes Baiars avoit a non            | Le cheval qu'ils amènent était fée Il avait pour nom Bayard |

Mais Renaud se querelle aux échecs avec un neveu du roi, Bertolai, et le tue sur un coup de colère. Il s'enfuit et, selon l'un des manuscrits, arrivé à Senlis avec ses frères, il les prend tous les trois en croupe (c'est le premier exploit de Bayard), puis emmène ainsi Richard et Guichard à Soissons.

##### Épisode ardennais

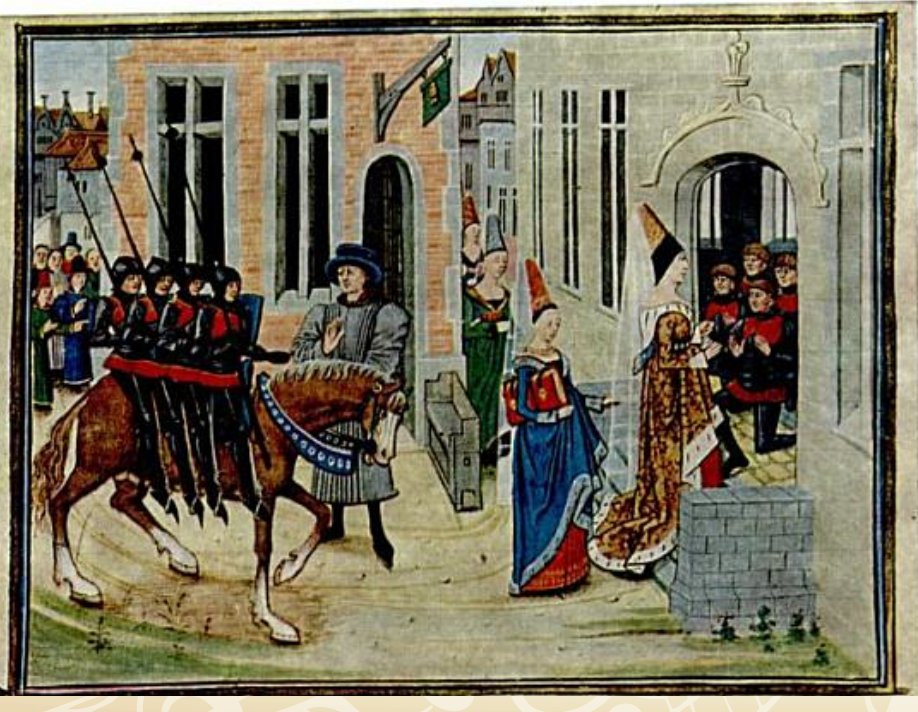
L'arrivée des quatre fils Aymon à Dordonne, montés sur le cheval Bayard, après leur exil dans la forêt. Manuscrit médiéval par Loyset Liédet.

Tous les quatre se réfugient en Ardenne, leur pays natal, grâce au cheval Bayard qui franchit des vallées d'un seul bond et galope plus vite qu'aucun autre. Charlemagne s'est lancé à leur poursuite mais les quatre frères sont retranchés dans la forteresse de Montessor (ou Montfort). L'armée de Charlemagne finit par la faire tomber et les frères sont contraints de vivre de rapines et de se cacher dans la forêt ardennaise, où ils manquent mourir de faim tandis que « seul restait gros et gras leur cheval Bayard : les feuilles lui profitent mieux que le blé aux autres chevaux ». Affamés, ils rentrent chez leur mère au château de Dordonne, mais leur père, de retour, les chasse à nouveau en raison de sa vassalité envers Charlemagne.

##### Épisode de Montauban
Après de nombreuses aventures qui le voient se rendre maître de la forteresse de Montauban, Renaud retourne à Paris pour narguer le roi Charlemagne, lors d'une course visant à trouver le meilleur cheval qui soit pour Roland (le héros de la chanson homonyme). Grâce à l'aide de l'enchanteur Maugis, son cousin, il déguise Bayard en cheval blanc boiteux et prend lui-même l'apparence d'un adolescent de quinze ans afin de participer à une course près de Montmartre, au bord de la Seine. L'apparition de Bayard déclenche d'abord l'hilarité générale,, mais Renaud délie le pied de son destrier et gagne la course grâce à ses merveilleuses capacités. Il va jusqu'à dépouiller Charlemagne de sa couronne, trophée du vainqueur. Un soldat posté aux portes de Paris l'ayant reconnu et saisi par un étrier, Bayard lui lance un coup de sabot mortel.
À Montauban, Renaud et ses frères sont rattrapés par l'armée de Charlemagne une fois de plus, et trahis par le roi Yon qui leur ordonne de se rendre désarmés à Vaucouleurs. Ils affrontent toute une armée, épreuve dont ils se tirent grâce à l'arrivée providentielle de Maugis chevauchant Bayard. Les quatre frères se lassent de la querelle. Roland sert d'intermédiaire entre Renaud et Charlemagne. Plus tard, alors que l'empereur s'apprête à faire traîtreusement pendre Richard, Bayard réveille Renaud en touchant son écu de son sabot :
| Chanson des quatre fils Aymon manuscrit La Vallière (ancien français), | Traduction en français moderne |
| --- | --- |
| Venus est a Renaut ens el brueillet reont Ou il iert endormis si com traveilliés hom. Baiars ne pot parier, ne dit ne o ne non Ains hauce le pié destre qu'il ot gros et reont, Et fiert l'escu Renaut I grant cop a bandon. | Il entend Richard et vient À l'endroit où Renault gît endormi Bayard ne sait pas parler, ne sait dire ni oui ni non Il lève le pied droit, qu'il a gros et rond et frappe l'écu de Renaud d'un si fort coup qu'il le brise de haut en bas. |

Le chevalier peut alors secourir son frère. Bien plus tard, Renaud et ses frères sont réduits à la fuite et à la famine lors du siège de Montauban : leurs montures sont toutes tuées pour leur viande, à l'exception de Bayard. Après avoir envisagé de le manger, ils renoncent à l'idée de le saigner entre les murs du château car le cheval-fée est épuisé. Ils s'échappent alors en pleine nature grâce à un souterrain, et selon une version, ils boivent là le sang du cheval, ce qui les ranime.

##### Disparition de Bayard

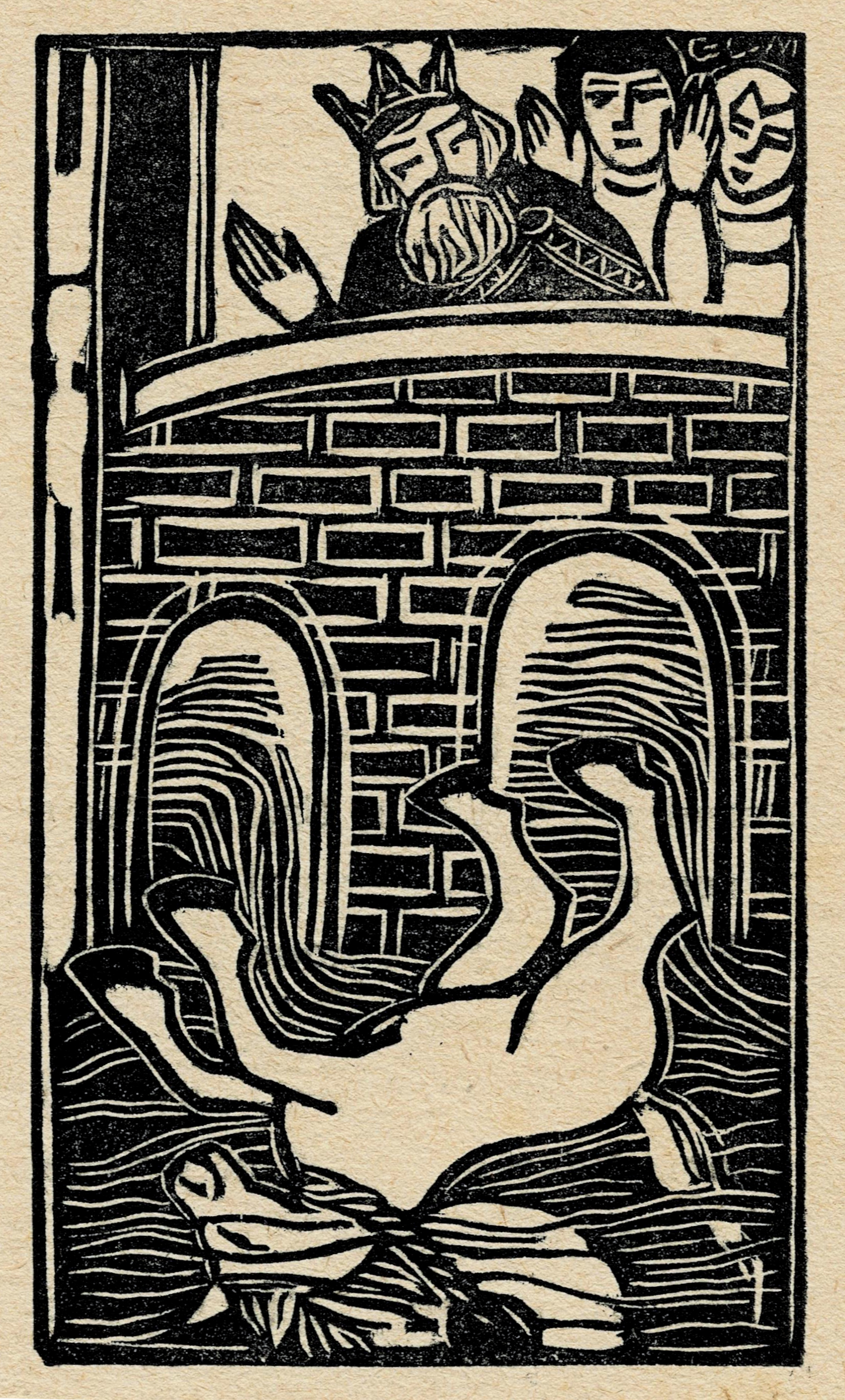
Charlemagne fait précipiter et noyer le cheval Bayard dans la Meuse, aux environs de Liège, selon le récit.

Charlemagne est contraint par Roland et ses barons de proposer une véritable offre de paix en échange de laquelle Renaud doit s'engager à partir en pèlerinage en Palestine et à lui livrer Bayard, qui l'a toujours aidé à se tirer de situations désespérées. Renaud accepte : dans le manuscrit La Vallière, il livre même son destrier sans exprimer de regret tant il ne songe qu'à la paix, et n'a jamais envisagé de garder Bayard. Charlemagne ordonne que le cheval soit jeté dans un fleuve (le Rhin ou la Meuse selon les versions) avec une meule autour de son cou, et se réjouit de sa mort imminente :

« Mais comme il regardait au loin, à un endroit où la rivière s'élargit, il voit le cheval nager avec vigueur, qui frappe la meule de ses sabots, en faisant sauter de nombreux éclats, si bien qu'il finit par la briser comme une motte de terre. Lorsqu'il en est débarrassé, il traverse le large fleuve et reprend pied sur l'autre rive où il grimpe en haut de l'escarpement; puis il se secoue de la tête à la queue, hennissant et frappant le sol de ses sabots ; enfin, il s'enfonce, plus rapide qu'une alouette, au cœur de la sauvage forêt d'Ardennes. […] Ainsi Bayard échappa à la mort. On dit encore dans le Royaume, comme on le lit dans les histoires, qu'il vit toujours dans la forêt et que, s'il voit quelqu'un, au lieu de l'approcher, il s'enfuit au plus vite, comme Diable craignant Dieu. »

— Les Quatre Fils Aymon ou Renaut de Montauban
.
La dernière mention du cheval dans les différentes versions de la chanson dit qu'il demeure depuis dans la forêt, à l'écart des humains,. Quelques-unes ajoutent qu'il est parti rejoindre l'enchanteur Maugis dans son ermitage, ou à Valfondu.

#### Origines littéraires de Bayard
Dans neuf manuscrits médiévaux sur douze, différentes origines sont attribuées à Bayard, mais celles-ci s'effacent plus tard sous l'influence de la chanson de Maugis d'Aigremont. Ainsi, lui est attribuée pour origine la Normandie, la Bretagne, ou encore l'île d'Avalon. L'un de ces manuscrits, probablement daté de la fin du XIIIe siècle, précise qu'il est amené d'un « pays de Faerie » et que Morge la fée (Morgane) le nourrissait souvent :
| Chanson des quatre fils Aymon manuscrit 775 (B) | Traduction en français moderne |
| --- | --- |
| Il n'ot si boin [cheval] en XL chitez. Baiars [avoit a] nom, ainsi l'oï nommer; Car il fa pris en l'ille [Bocan] entre II mers. De Faerie fu li chevaux amenés. Morge la fée le nourri moult souef. | Il n'est si bon cheval en 40 cités. Bayard était son nom, ainsi l'ai-je entendu nommer ; Car il fut pris en l'île de Bocan, entre deux mers. De Faerie le cheval fut amené. Morgane la fée l'a nourri très doucement. |

Il arrive que Bayard soit qualifié de gascon, de norrois et d'aragonais, mais ces trois mentions sont « au service de la rime » plutôt qu'issues d'une tradition ancienne. Dans la majorité des manuscrits, Bayard est donné à Renaud par Charlemagne lors de son adoubement. Deux versions en font un don de la fée Oriande à Renaud. Un seul rapporte qu'il est venu d'une île volcanique où un dragon et une serpente l'ont engendré, mais on ignore si cette version a inspiré le Maugis d'Aigremont, ou l'inverse.

#### Sortie de Bayard

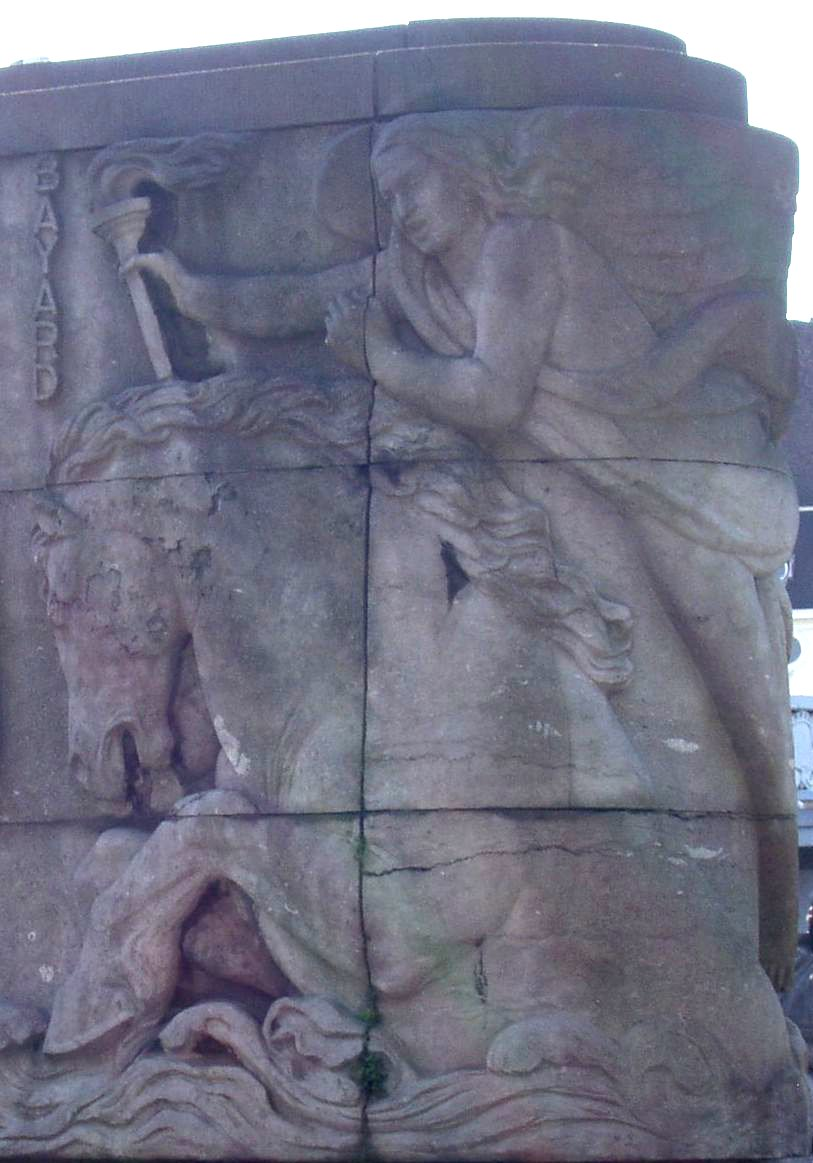
Bas-relief de Louis Dupont illustrant la tentative de noyade de Bayard par Charlemagne, sur le pont des Arches à Liège.

De même que pour son origine, les manuscrits évoquent divers destins pour le cheval Bayard à la fin du récit, lorsque Charlemagne tente de le noyer. La première et plus ancienne version se déroule à Dortmund, où Charlemagne annonce qu'il va faire noyer Bayard dans le Rhin. Une grosse chaîne est passée au centre d'une meule, elle-même attachée au cou de Bayard, et l'entraine au fond du fleuve. Mais le cheval « gratte tant du pied » que la meule casse et que la chaîne de fer est tranchée. Renaud, qui pleure sur le sort de sa monture, voit Bayard quitter les eaux et s'enfuir. Le cheval rejoint l'enchanteur Maugis, et lui fait fête. Des variantes existent ; ainsi, dans une version en prose, la meule est creusée en son centre de manière à y faire entrer la tête de Bayard, et à la lier par des chaînes. Le remplacement du Rhin par la Meuse au fil des versions de la chanson semble être dû à des erreurs de copistes. Dans une version, la meule est passée au cou de Bayard à l'aide d'un carcan.
Dans des éditions plus tardives, le chevalier Ganelon, le traître de la Chanson de Roland, intervient plus spécifiquement en faveur de la mort de Bayard, qui lui manifeste plusieurs fois son animosité au fil du récit, conférant au cheval fabuleux le don de prémonition.
Une version néerlandaise de la chanson met en scène la mort de Bayard : le cheval ayant réussi par deux fois à briser la meule auquel on l'a attaché et à sortir de l'eau, Charlemagne remarque qu'il semble puiser des forces dans le regard de son maître, et ordonne à Renaud de tourner la tête. Alors que Bayard, jeté à l'eau pour la troisième fois, incline sa tête en direction de Renaud, celui-ci se pâme. Le cheval disparaît sous les flots.
Un manuscrit tardif fait des ajouts à l'épisode de la noyade dans le Rhin : lorsque Renaud livre une première fois Bayard à Charlemagne, Maugis, qui assiste à la scène, maudit l'heure où il a donné le cheval enchanté à son cousin. Bayard étrangle les trois valets qui tentent de le saisir, et s'enfuit dans la forêt où il se débarrasse de son frein en se frottant contre un arbre. Maugis le retrouve. Durant la nuit, alors que l'enchanteur dort, Bayard vient gratter à sa porte puis l'enfonce, et Maugis l'apprête pour aller se confesser à son voisin l'Ermite. Il entend une voix divine en chemin et se rend à Rome, où un soldat ivre tente de le retenir par un étrier mais se fait tuer d'un coup de sabot. Maugis finit par s'endormir sur le dos de sa monture, il est alors transporté « outre mer » et reçu dans une abbaye. Bayard se mettant à démolir les écuries et à tuer les moines, Maugis est chassé puis maudit par les religieux. Le cheval-fée le mène ensuite à un Hôtel-Dieu, entre et se rend jusqu'au lit où Renaud est couché. Il hennit si fort que toute la ville l'entend. Renaud étant soigné avec des herbes, l'enchanteur veut lui redonner Bayard, mais le chevalier répond que ce cheval appartient à Charlemagne et qu'il fera son pèlerinage seul. Maugis retourne à son ermitage avec Bayard, il l'attache à un arbre mais le cheval-fée tire tant qu'il casse le lien, et s'enfuit. Maugis est très attristé que Bayard s'en aille « quérir meilleur maître ». Après avoir erré à travers les Ardennes, le cheval-fée retrouve Renaud à Trémoigne (Dortmund), mais celui-ci le livre à Charlemagne qui ordonne de le noyer. Dans cette version, Bayard meurt, mais le copiste ajoute qu'« il se dit, dans les Ardennes, qu'il est toujours vivant parce qu'il est fée », et que son hennissement retentit chaque année. Ce passage est repris par une édition populaire du XVIIIe siècle.

### Maugis d'Aigremont

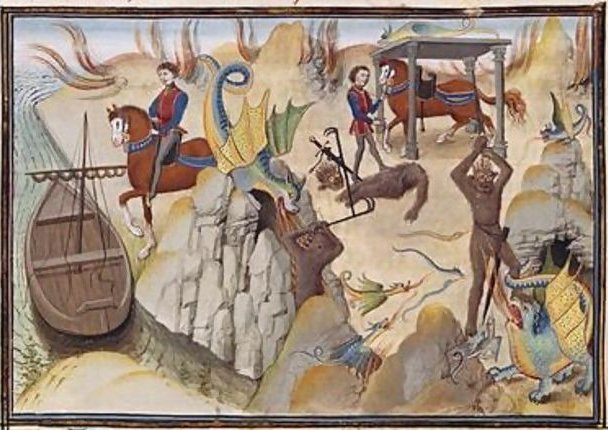
Maugis combattant le serpent et gagnant le cheval enchanté, par Loyset Liédet.

La chanson de Maugis d'Aigremont, écrite après celle de Renaut de Montauban d'après le chant d'un trouvère du XIIIe siècle, a pour but de répondre à la question de l'origine de Bayard et à la popularité du personnage de Maugis, tout en servant d'introduction à la légende bien connue,. Elle pourrait s'inspirer d'un « chant très ancien datant de l'époque la plus farouche du Moyen Âge ». L'enchanteur Maugis, fils de Beuves d'Aigremont, y est élevé par la fée Oriande dans le château de Rocheflor, près de Mongibel, au nord de la Sicile. Elle lui impose une épreuve pour acquérir son statut de chevalier et son pouvoir d'enchanteur, qui est de « conquérir le cheval Bayard », alors prisonnier sous terre, sur l'île volcanique de Bocan (ou Boucam, Bocam. Vraisemblablement l'une des îles Lipari, au nord de la Sicile). La fée parle des origines de Bayard au vers 686 :
| Chanson de Maugis d'Aigremont vers 686 (ancien français) | Traduction de Michel Stanesco |
| --- | --- |
| Amis, ce dit la fee, sachiez a escient Li chevaux est fae, ce dient li auquant I dragon l'engendra, illeuc en I serpen Et encore le gardent u grant derubement Et I moult fier deable, je vous dit vraiement Si a nom Raanas, hideus est durement Le cheval est faé et tant a le cors gent Que le jor porteroit trestot legierement III chevaliers armez en I tornoiement | Cher ami, lui dit la fée, apprenez Que le cheval est enchanté, d'après ce qu'on dit. Ce fut un dragon qui l'engendra avec une serpente Les deux le gardent au fond d'un précipice En compagnie d'un Diable farouche, je vous dis la vérité Hideux à démesure, dont le nom est Roënel Ce cheval faé est d'une si grande taille, Qu'il porterait facilement toute une journée Trois chevaliers armés pour un tournoi, Sans qu'une seule goutte ne perle sur son flanc |

Maugis se rend sur l'île, déguisé en Diable pour ne pas se faire repérer, vainc Raanas (parfois nommé Roënel selon les versions) et trouve après un long périple le cheval Bayard attaché à quatre piliers avec des chaînes d'argent, guidé par les hennissements de celui-ci. Bayard est d'abord effrayé par le déguisement diabolique de l'enchanteur et brise trois des chaines qui le retiennent, mais quand ce dernier se dévêt, Bayard s'agenouille devant lui, le reconnaissant comme son maître. Maugis charge le cheval sur son bateau puis le chevauche jusqu'à Rocheflor, où il s'empare de l'épée Floberge. À la fin, Bayard tue par accident l'un des compagnons de Maugis, et ce dernier remet le cheval et l'épée à son cousin, le fils du duc Aymon, Renaud. Le texte rejoint ici la chanson de Renaud de Montauban.
Un court poème emprunté à La Mort de Maugis clôt une version des Quatre Fils Aymon : Maugis est dans son ermitage en seule compagnie de Bayard, quand un ange lui ordonne de se rendre à Rome sur le cheval, pour confesser ses fautes au Pape Simon. Là-bas, Dieu lui demande d'obtenir le pardon de Charlemagne. Maugis se rend à Paris, et teint Bayard en noir afin de ne pas être reconnu. Le pardon obtenu au terme de nombreuses épreuves, il retourne à Rome alors que Simon vient de mourir. Il est pressenti pour devenir Pape, mais décline la fonction et retourne humblement prier dans son ermitage ardennais, en compagnie du fidèle Bayard. Il y meurt, et l'un des derniers vers du poème dit que « Bayard y demeure, si l'histoire ne ment ». L'une des dernières mentions de Bayard dans ce texte dit qu'il fait retentir son hennissement « moult clairement » à chaque Saint-Jean, au solstice d'été.

### Œuvres italiennes
Bayard apparaît aussi dans des poèmes épiques italiens traitant de chevalerie, comme ceux de Torquato Tasso. Chez Luigi Pulci (Morgante), Matteo Maria Boiardo (Roland amoureux), et l'Arioste (Roland furieux), Bayard est indispensable à Renaud, et lui procure une partie de sa force. Il dispose d'une relative autonomie, n'hésitant pas à faire des bonds fabuleux et à participer aux luttes de son maître. Dans le Roland furieux, il est même doué d'une intelligence humaine (II, 20). À la fin des Cantari di Rinaldo, ayant  perdu son maître, il retourne dans la grotte de ses origines. Cette fin rappelle le début du Roland amoureux, où Bayard est découvert seul dans une grotte.

#### Roland amoureux

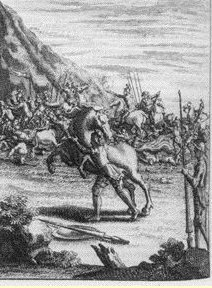
Le cheval Bayard combat Rodomont sur cette illustration d'une édition du Roland amoureux en 1717.

Écrit vers 1483, le Roland amoureux (Orlando innamorato) de Matteo Maria Boiardo met en scène des chevaux capables d'impressionnantes prouesses, l'auteur détaillant énormément les aventures et les exploits de ces animaux à une époque où la suprématie de la cavalerie lourde tire à sa fin : il renoue avec le mythe antique de la chevalerie. Au début du récit, Renaud de Montauban abandonne sa monture contre son gré en embarquant sur la nef magique de Maugis. Le destrier est récupéré par Charlemagne, puis par Astolfe qui s'en sert en duel contre Gradasse et l'emmène en Orient où il est capturé par Agricane, avant d'être récupéré et chevauché par Roland, qui le confie à Angélique, laquelle le ramène finalement auprès de Renaud.
Le cheval Bayard est supérieur au cheval de Roland tant sur le plan des prouesses au combat (Bayard est capable de sauter à sept pieds de haut durant la joute contre Agricane, tandis que Brigliadoro, le cheval de Roland, a failli s'effondrer sous le choc), que celui de la rapidité (Bayard amène Renaud plus rapidement auprès de Charlemagne que ne le fait Brigliadoro pour Roland). Roland lui-même, étant entré un moment en possession des deux chevaux, va préférer monter Bayard plutôt que Brigliadoro. Cette particularité semble être due au fait que Roland possède une épée exceptionnelle, Durandal, tandis que l'épée de Renaud, Fusberta, ne la vaut pas. Renaud possèderait donc le meilleur cheval pour compenser le fait de ne pas avoir la meilleure épée.
Bayard n'est pas la monture la plus rapide du récit. Rabican, monture noire d'Argail née d'une jument de feu fécondée par le vent, l'est davantage bien qu'il en soit presque incontrôlable. Par contre, Bayard suscite les convoitises puisque Gradasse vient d'Asie pour le conquérir, et plus tard Sacripant poursuit Alstophe qui le chevauche afin de s'en emparer. Bayard procure un avantage certain aux chevaliers, voire leur sauve la vie à plusieurs reprises, comme c'est le cas pour Astolfe lorsqu'il est poursuivi par Roland. Il permet à Renaud de récupérer entre deux combats, grâce à sa vélocité. De plus, il nage « comme un poisson », bien mieux que tous les autres chevaux. Quelques passages attestent que Bayard est plus fort que de nombreux chevaliers et capable de combattre par lui-même : seul, il parvient à repousser Gradasse alors que ce dernier a emprisonné tous les barons chrétiens. Lorsque Charlemagne, habituellement piètre combattant, se change en guerrier redoutable, c'est parce qu'il chevauche Bayard.

#### Roland furieux

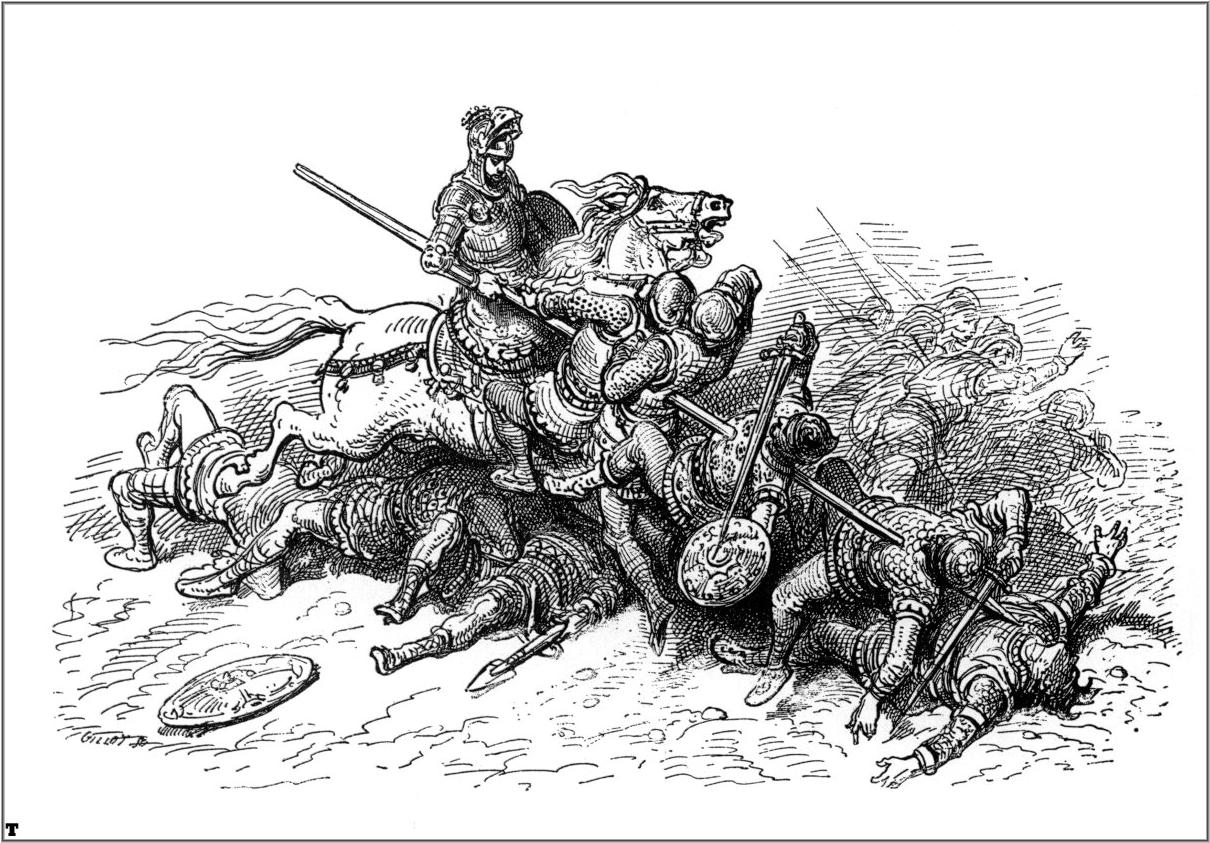
Illustration d'un chevalier de Charlemagne par Gustave Doré pour une édition du Roland furieux.

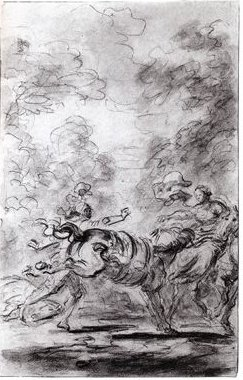
Dessin de Jean-Honoré Fragonard illustrant la tentative de capture de Bayard par Sacripant.

Le Roland furieux (Orlando furioso), récit de l'Arioste écrit vers la fin du XVe siècle ou le début du XVIe siècle, s'inscrit dans la continuité du cycle carolingien et reprend la tradition initiée par le Roland amoureux, notamment à travers Bayard (Baiardo), qui n'a pas d'égal si ce n'est Bride d'or, la monture de Roland. Au premier chant, Renaud est à la recherche de son cheval. C'est Angélique qui le monte mais, croisant Renaud, elle le fuit car elle le hait depuis qu'il l'aime. Elle croise par hasard Sacripant, qui saisit cette occasion pour s’emparer de Bayard. Pendant que Renaud et Sacripant combattent pour la possession du cheval-fée, Angélique, fuyant toujours, trouve dans la forêt un ermite qui, par son art magique, fait cesser le combat entre les deux guerriers. Renaud récupère Bayard et va à Paris, d’où Charles l’envoie en Angleterre.
Au chant XXXI, Renaud et Gradasse en viennent aux mains pour la possession de Bayard, capable de « franchir une barrière élevée d’un bond, de renverser les cavaliers, de fouler aux pieds les fantassins, et d'abattre les baraques et les tentes ». Celui-ci, épouvanté par un monstrueux oiseau, s’enfuit dans un bois, et le combat se trouve suspendu :

« Ils virent Bayard aux prises avec un monstre plus grand que lui, et qui ressemblait à un oiseau. […] Qu’il fût oiseau ou démon, le monstre fondit sur Bayard et le saisit dans ses serres. Le destrier, qui était très vigoureux, rompt immédiatement ses rênes ; plein de colère et d’indignation, il lutte contre l’oiseau avec les pieds et avec les dents. Mais celui-ci, plus agile, remonte dans les airs, et revient à la charge, les serres prêtes à saisir, et battant des ailes tout autour de Bayard, lequel, ne pouvant éviter ses attaques, se décide enfin à prendre la fuite. Bayard fuit vers la forêt prochaine, où il cherche les fourrés les plus épais. La bête ailée le suit de près tant que le chemin lui est propice. Mais le brave destrier s’enfonce de plus en plus dans la forêt, et finit par se cacher sous une grotte. L’oiseau, ayant perdu sa trace, retourne dans les airs, et cherche une nouvelle proie. Renaud et le roi Gradasse, qui voient s’enfuir l’objet de leur combat, restent d’accord pour différer la querelle, jusqu’à ce qu’ils aient délivré Bayard des griffes de l’oiseau qui l’a forcé de se réfugier dans la forêt. Ils conviennent que celui des deux qui le rejoindra, le ramènera à cette même fontaine, où ils termineront ensuite leur querelle. […] Au bout de quelques pas, Renaud perdit les traces de son destrier. Celui-ci avait fait un étrange chemin, cherchant dans les ravins, à travers les arbres et les rochers, les endroits les plus hérissés d’épines, les plus sauvages, afin de se mettre à l’abri des griffes de cet oiseau qui, tombant du ciel, était venu l’assaillir. Renaud après s’être vainement fatigué à chercher, retourna l’attendre à la fontaine. »

— Chant XXXIII du Roland furieux sur Wikisource, traduction de Francisque Reynard en 1880
Après la perte de sa monture, Renaud choisit d'aller à pieds. Ce sont les païens qui récupèrent Bayard. Renaud les poursuit ensuite jusqu'en Inde pour récupérer son cheval.

### Autres œuvres
Le « dernier trouvère », Adam de la Halle a lui aussi célébré ce cheval dans ces vers populaires chantés :
| Vers de Adam de la Halle | Traduction en français moderne |
| --- | --- |
| Or est Baiard en la pasture, Hure, Des deux pieds déferré, Des deux pieds déferré. Il porte souef l'ambleure. Or est Baiard en la pasture, Avoir lui ferai couverture, Hure, Au repairier des prés Or est Baiard en la pasture, Des deux pieds déferré. | Maintenant Bayard est dans la pâture, Hure, Des deux pieds déferré, Des deux pieds déferré. Il va doucement l'amble. Maintenant Bayard est dans la pâture, Je lui ferai avoir une couverture, Hure, Au retour des prés. Maintenant Bayard est dans la pâture. Des deux pieds déferré. |

L'origine et la raison de ce chant, effectué en homorythmie par trois hommes avant les tournois, demeurent inconnus.
Les Grandes Chroniques de France font remonter l'origine de Bayard au géant Gargantua, lui-même issu d'une divinité celtique qui aurait influencé ce qu'Henri Dontenville nomme la mythologie française. Dans les œuvres de Thomas Bulfinch, librement inspirées de la matière de Bretagne et du cycle carolingien, Maugis s'est déguisé (ayant auparavant acquis Bayard) et dit à Renaud qu'un cheval sauvage et enchanté erre dans les bois, qu'il appartenait initialement à Amadis de Gaule et qu'il ne peut être chevauché par un chevalier de la lignée d'Amadis. Renaud soumet le cheval en le jetant au sol, ce qui brise l'enchantement.
En 1811, la chanson de geste des Quatre Fils Aymon est adaptée pour le théâtre, dans une « féerie » à grand spectacle qui en modifie le sens et fait disparaître tout son côté subversif envers Charlemagne. Elle ne reprend pas le personnage de Bayard, sans doute pour en diminuer l'onirisme et le détachement au monde humain tout en sacrifiant le côté spectaculaire de celui-ci à la pression politique. C'est ainsi que le texte original devient « une féerie invitant à la plus plate soumission ».

## Représentations dans les arts
Le cheval Bayard a fait l'objet de nombreuses représentations. Le succès de son iconographie, notamment de la représentation des quatre frères sur son dos, semble avoir joué un rôle déterminant dans la diffusion et la longévité des aventures de Renaud. La plus ancienne figure sur un tombeau au Portugal, daté de la première moitié du XIIe siècle. Au fil du temps et avec la littérature de colportage, des épisodes concernant Bayard sont parfois illustrés par des gravures qui n'ont que peu de rapport avec le propos qu'elles illustrent.

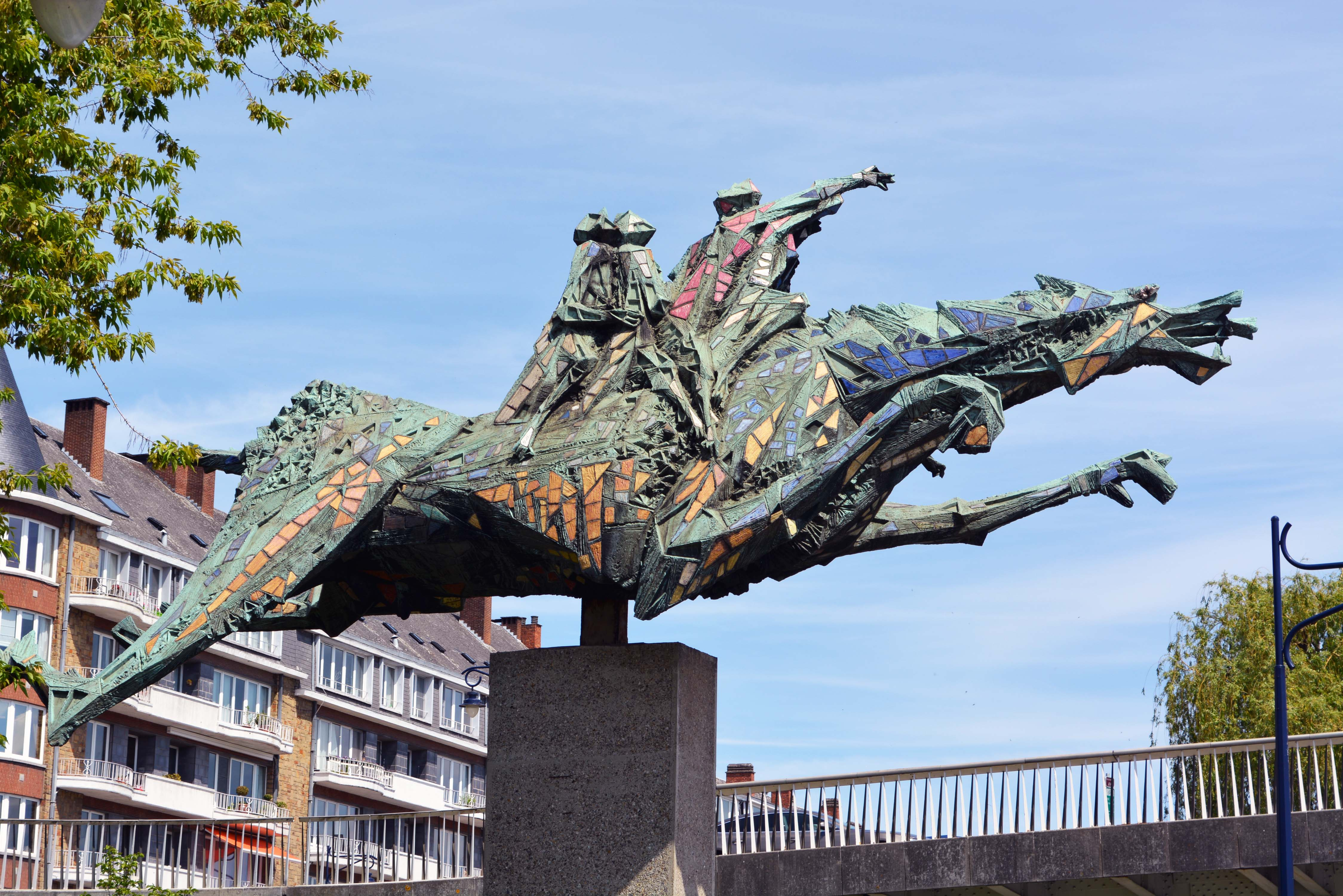
Le Cheval Bayard d'Olivier Strebelle.

L'une des plus célèbres représentations modernes est Le cheval Bayard, une sculpture réalisée par Olivier Strebelle et initialement montrée au public lors de l'Expo 58, placée le long de la Meuse à Namur, en contrebas du pont des Ardennes. Fin et léger, le cheval semble voler en portant ses quatre cavaliers au-dessus du fleuve. Il est possible qu'en plaçant ainsi la statue au bord de la Meuse, on ait voulu symboliser le franchissement d'une frontière ou de l'au-delà. Cette statue est un important symbole belge. Le festival international du film francophone de Namur décerne des Bayard d'or, statuettes également créées par Strebelle, en référence à cette légende et à son lien avec Namur.

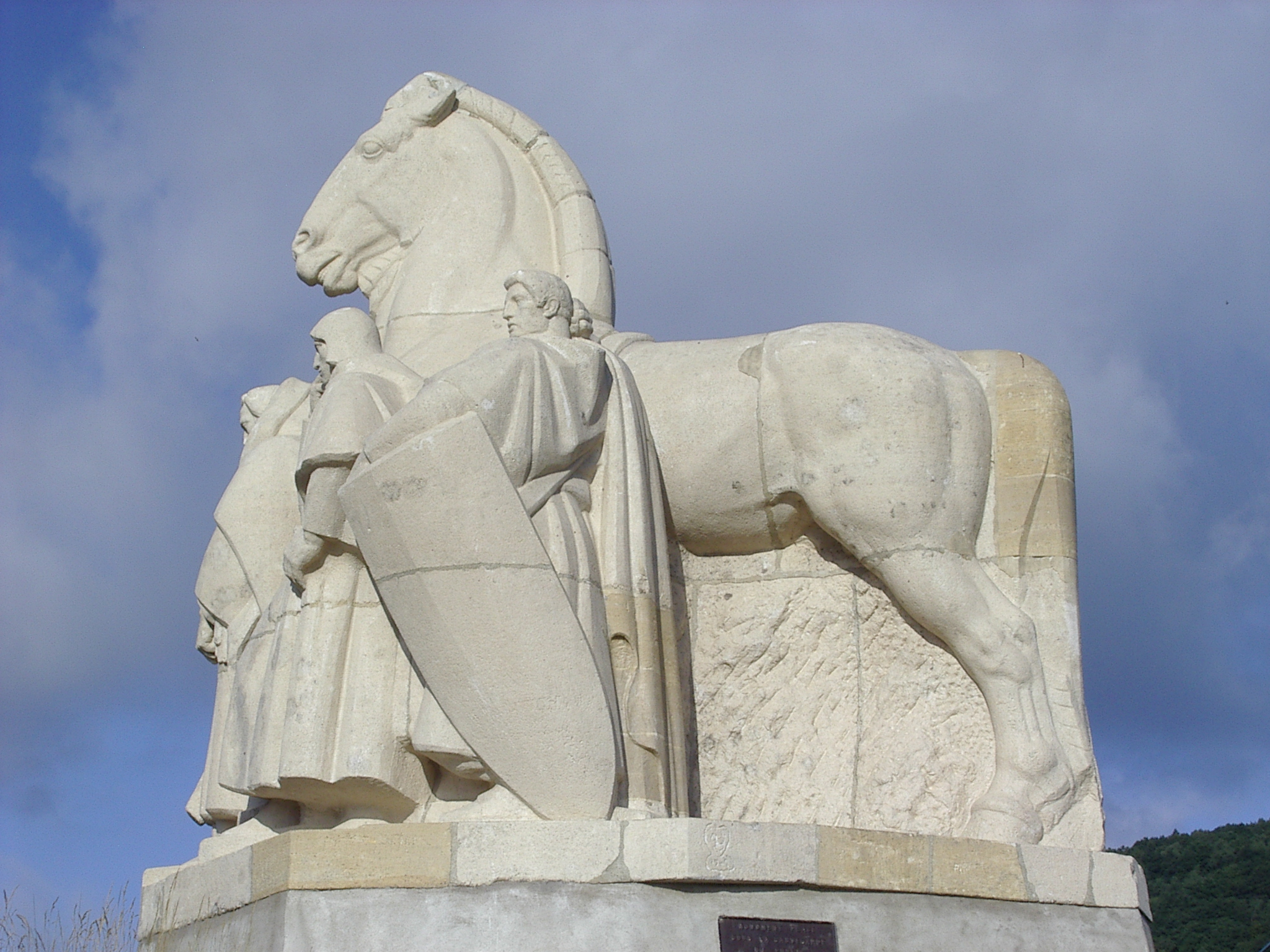
Monument des quatre fils Aymon à Bogny-sur-Meuse.

Une autre célèbre statue représentant Bayard en compagnie des quatre fils Aymon se trouve à Bogny-sur-Meuse, réalisée par Albert Poncin, elle est au contraire très statique, et semble symboliser l'ancrage au sol, la puissance et l'impénétrabilité.
La ville de Liège a un bas-relief de Louis Dupont illustrant la tentative de noyade de Bayard par Charlemagne, sur le pont des Arches. Termonde, où se tient l'Ommegang de Ros Beiaard tous les dix ans, possède aussi plusieurs œuvres représentant Bayard chevauché par les quatre fils. La statue Ros Beyaert, par Aloïs de Beule et Domien Ingels, est un bronze érigé pour le World Fair de 1913 à Gand. Vier Heemskinderen (Les quatre fils du duc Aymon) par Gerard Adriaan Overeem, en 1976, est placée dans la Torenstraat de Nijkerk. Die vier Haimonskinder est une sculpture en bronze de Heinz Klein-Arendt réalisée en 1969 et exposée à Cologne.

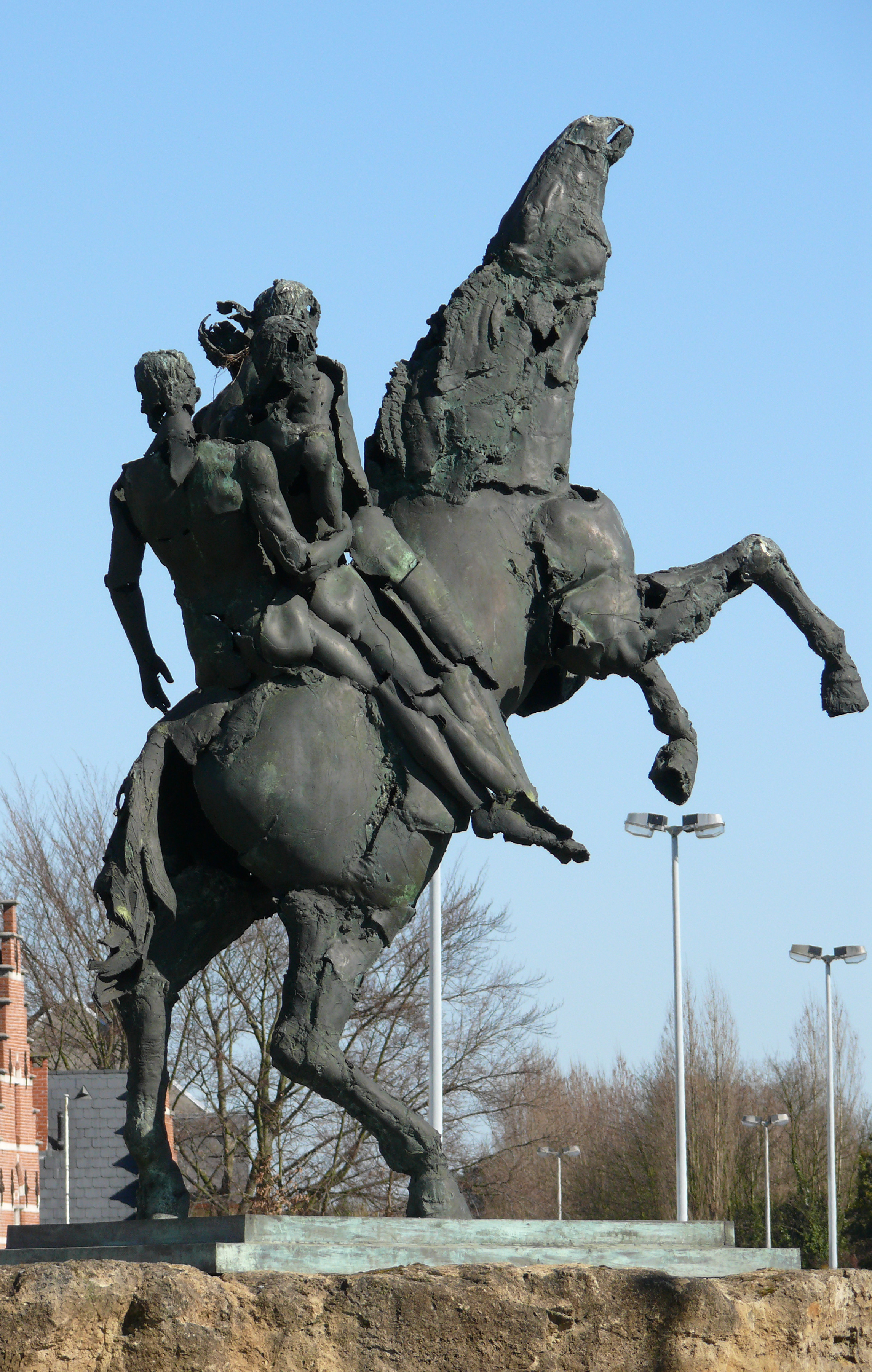
Statue du cheval Bayard à Termonde.
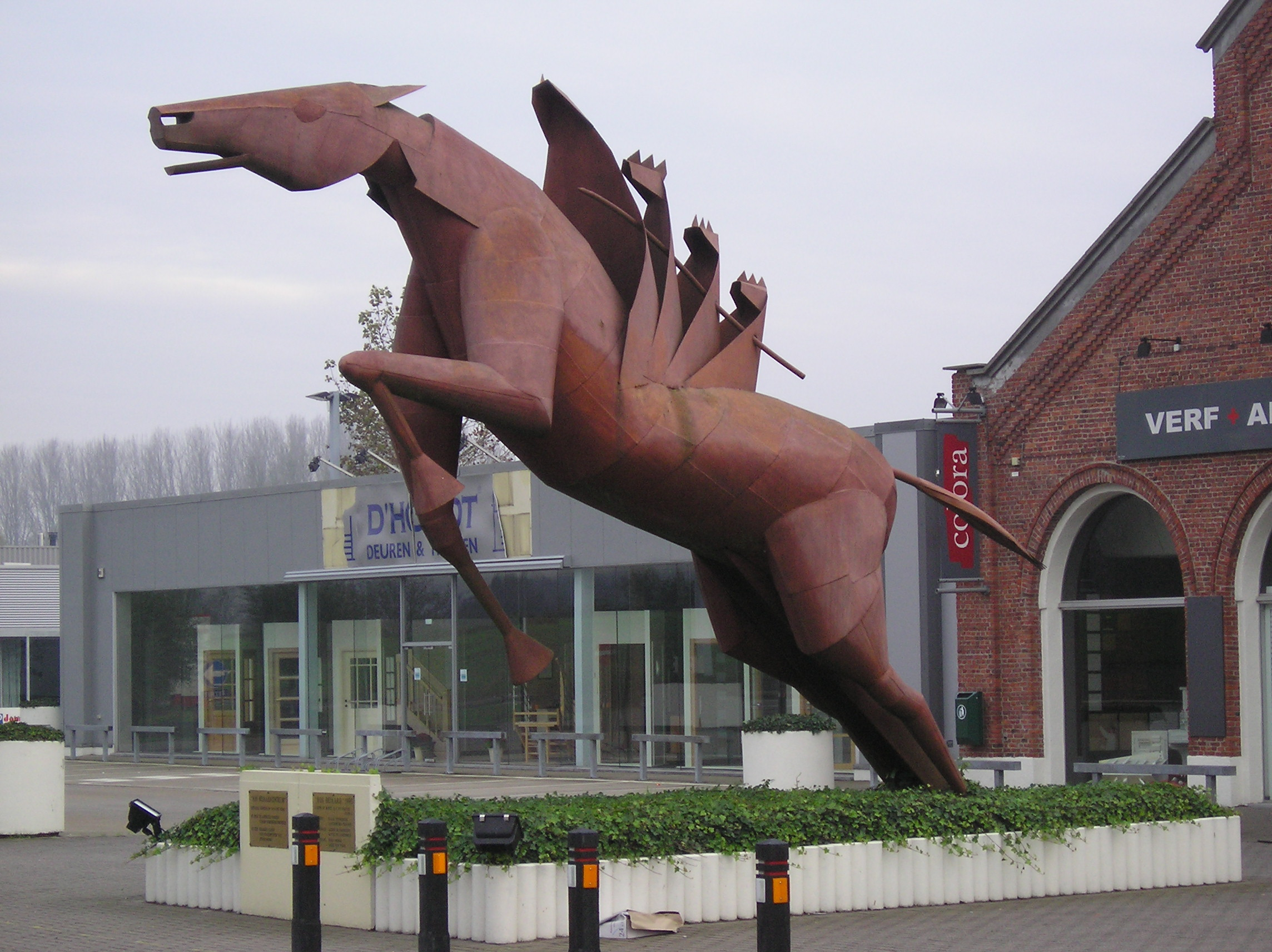
Sculpture du cheval Bayard à Grembergen.
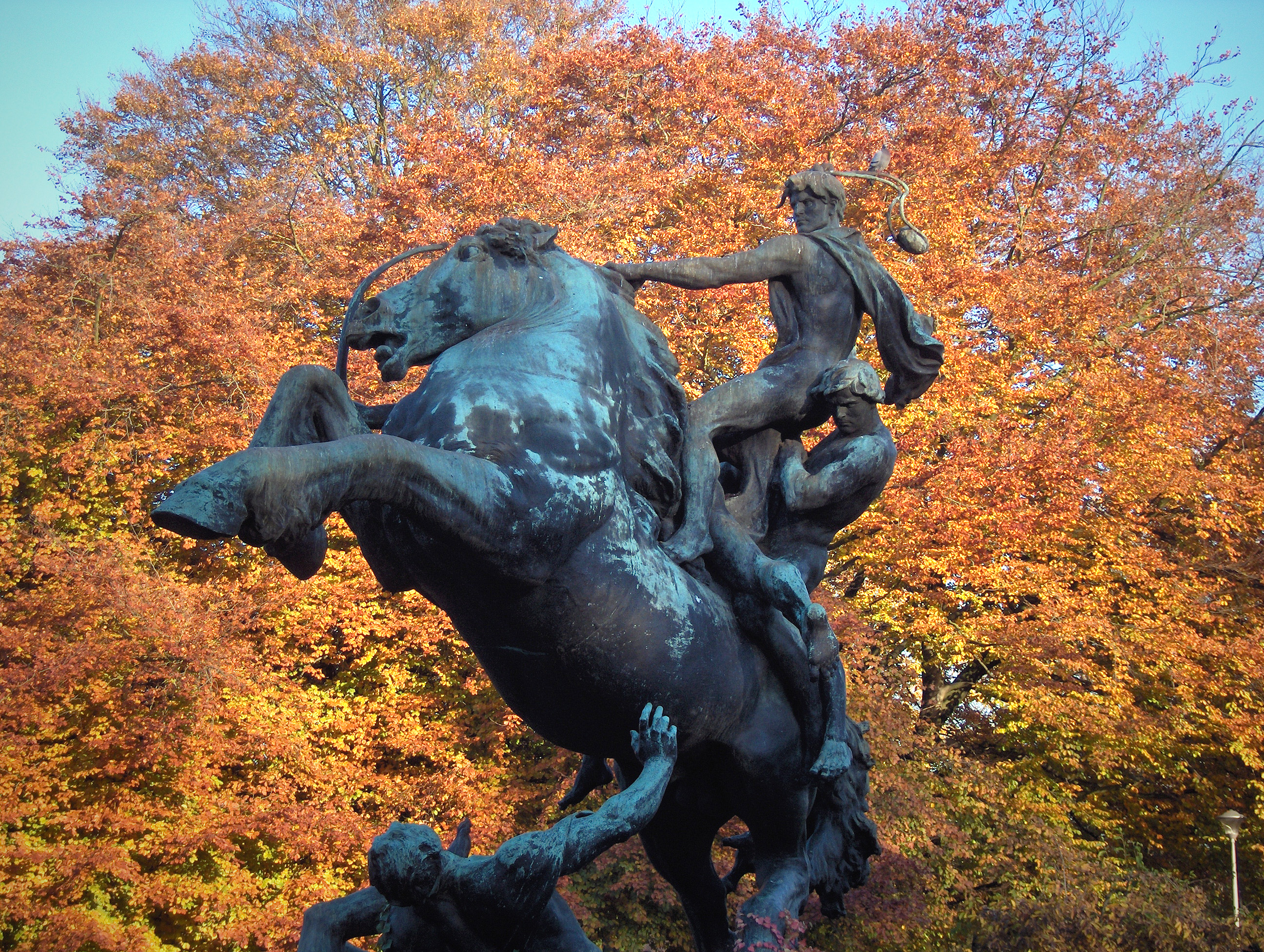
Ros Beyaert à Gand.
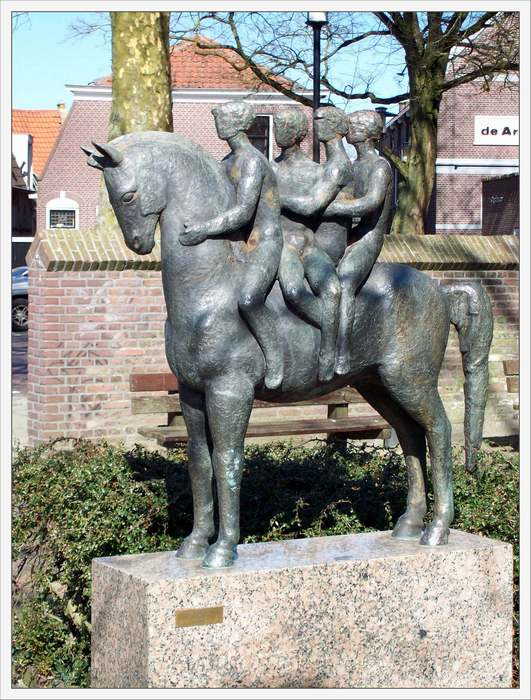
Vier Heemskinderen de Nijkerk.
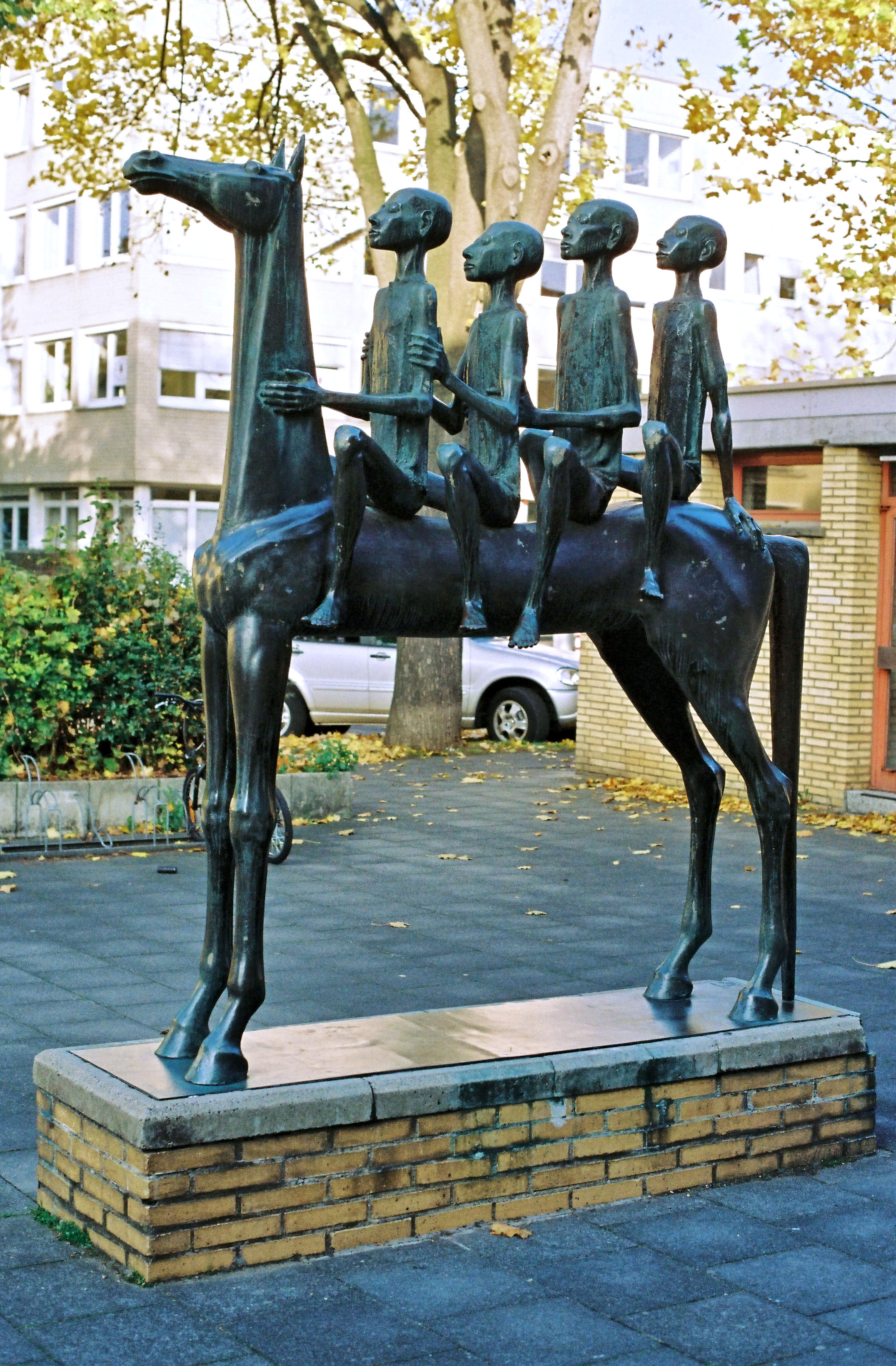
Die vier Haimonskinder à Cologne.

## Origine

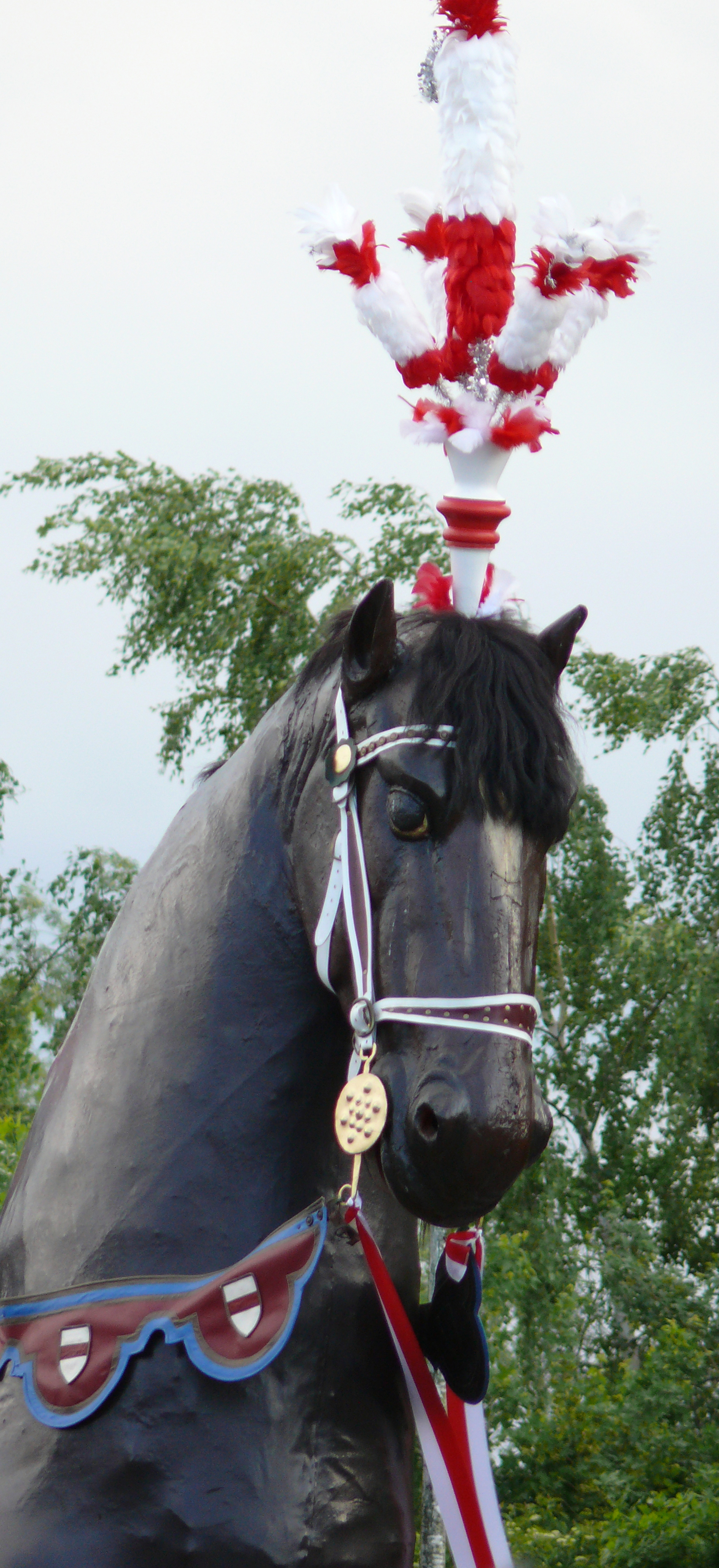
Tête du cheval Bayard de Termonde en 2010.

Selon les folkloristes Henri Dontenville et Bernard Sergent ainsi que l'historien Marc-André Wagner, le cheval Bayard appartenait sans conteste au patrimoine légendaire pré-chrétien avant d'être immortalisé dans des œuvres littéraires. Il serait issu de traditions populaires introduites dans la Chanson de Renaud de Montauban par les troubadours et trouvères qui la racontaient. Le fait que des légendes concernant Bayard (mais également Maugis, avec lequel il partage des liens très étroits, dont sa nature « a-normale »,) existent indépendamment du texte des Quatre Fils Aymon laisse à supposer que son origine soit différente et distincte de ces derniers. Sa légende s'appuie sur des données de l'époque mérovingienne transposées plusieurs siècles plus tard (un peu à l'image de la légende arthurienne). Les indices semblent renvoyer aux traditions des premiers Francs, à un animal venu de l'Autre Monde, chargé de protéger et de nourrir Renaud avec lequel il pourrait partager un lien totémique.

### Un dragon primitif

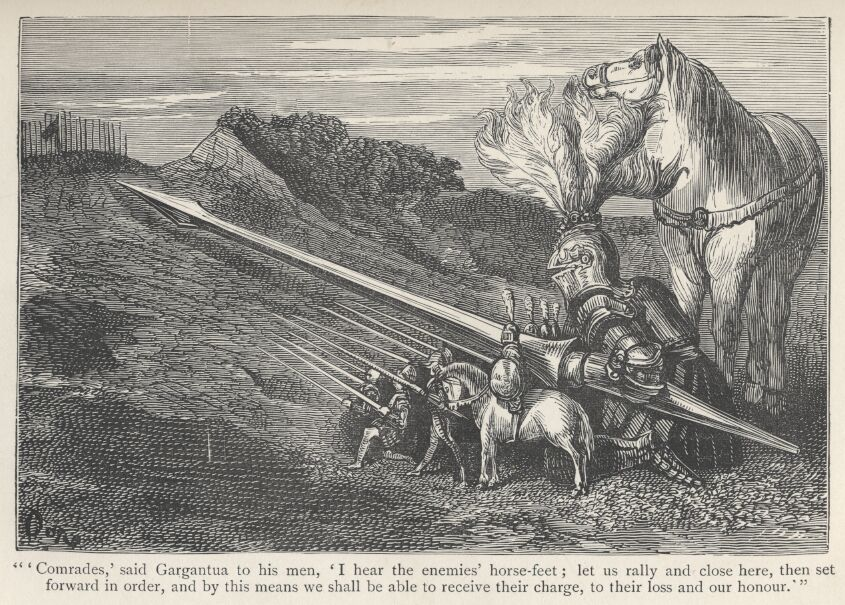
La Grand'jument de Gargantua (à droite sur cette gravure de Gustave Doré) est étroitement liée à Bayard.

Henri Dontenville a beaucoup étudié les toponymes légendaires, et suppose que Bayard est issu de la Grand'jument, un animal solaire créé par Merlin sur une montagne, qui est ensuite chevauché par le Gargantua primitif. Le géant de Rabelais est lui-même la réminiscence d'un démiurge connu des peuples celtes, bâtisseur et créateur, qui aurait tracé les chemins de pèlerinage préchrétiens, créé des gouffres et des montagnes en posant et levant ses pieds du sol, créé des gués en buvant à certains cours d'eau et des rivières en urinant. Dontenville suppose que ce géant était anguipède (c'est-à-dire partiellement en forme de dragon), puis dragon ou serpent lui-même dans des temps plus anciens, s'appuyant entre autres sur son étymologie. Il ajoute que Bayard, issu de sa monture originelle, est fils de dragon selon le Maugis d'Aigremont, et possède une échine qui s'allonge dans les textes, c'est-à-dire un trait reptilien. Il postule que Bayard serait lui-même un dragon métamorphosé, ce qui expliquerait que ce cheval fabuleux joue un si grand rôle dans les textes le mettant en scène, et qu'il soit « l'ennemi invaincu » de Charlemagne.

### La monture d'une divinité celtique
Henri Dontenville avait postulé, dans les années 1950, que Bayard pourrait être issu à la fois d'un cheval-fée chevauché par la déesse gauloise et romaine Épona dont le culte aurait perduré en se trouvant changé, ainsi que du cheval blanc sacré des légendes germaniques. Il a revu cette interprétation avec le temps, grâce à de nouvelles sources.
Une interprétation populaire fait de Bayard la monture d'une divinité solaire celte déchue, s'appuyant entre autres sur les trois derniers vers du Maugis d'Aigremont, qui disent que depuis la tentative de noyade, Bayard fait retentir son hennissement chaque année lors de la Saint-Jean, au solstice d'été.

### Un souvenir historique
Ferdinand Castets supposait en 1909 que le cheval Bayard pourrait être issu du souvenir de Ragenfred lorsque, poursuivi par Charles Martel, il aurait trouvé un cheval providentiel qui lui permit de distancer l'armée franque. Il ajoute que l'idée d'ôter la couronne de Charlemagne lors de la course à Paris pourrait relever de la même source. Le folkloriste Roger Maudhuy a relevé diverses interprétations populaires de l'origine de Bayard, entre autres celle d'un souvenir du culte de la déesse Épona,. Il suppose lui aussi que le nom de Charlemagne a remplacé celui de Charles Martel dans la chanson de geste. Une autre hypothèse historique évoque le souvenir de la poursuite d'Ambiorix avec son escorte de quatre cavaliers par Jules César, dans la forêt ardennaise, la figure d'Ambiorix ayant suivant cette logique donné le cheval Bayard. Elle n'a pas été reprise dans des ouvrages universitaires récents.

### Inspirations littéraires

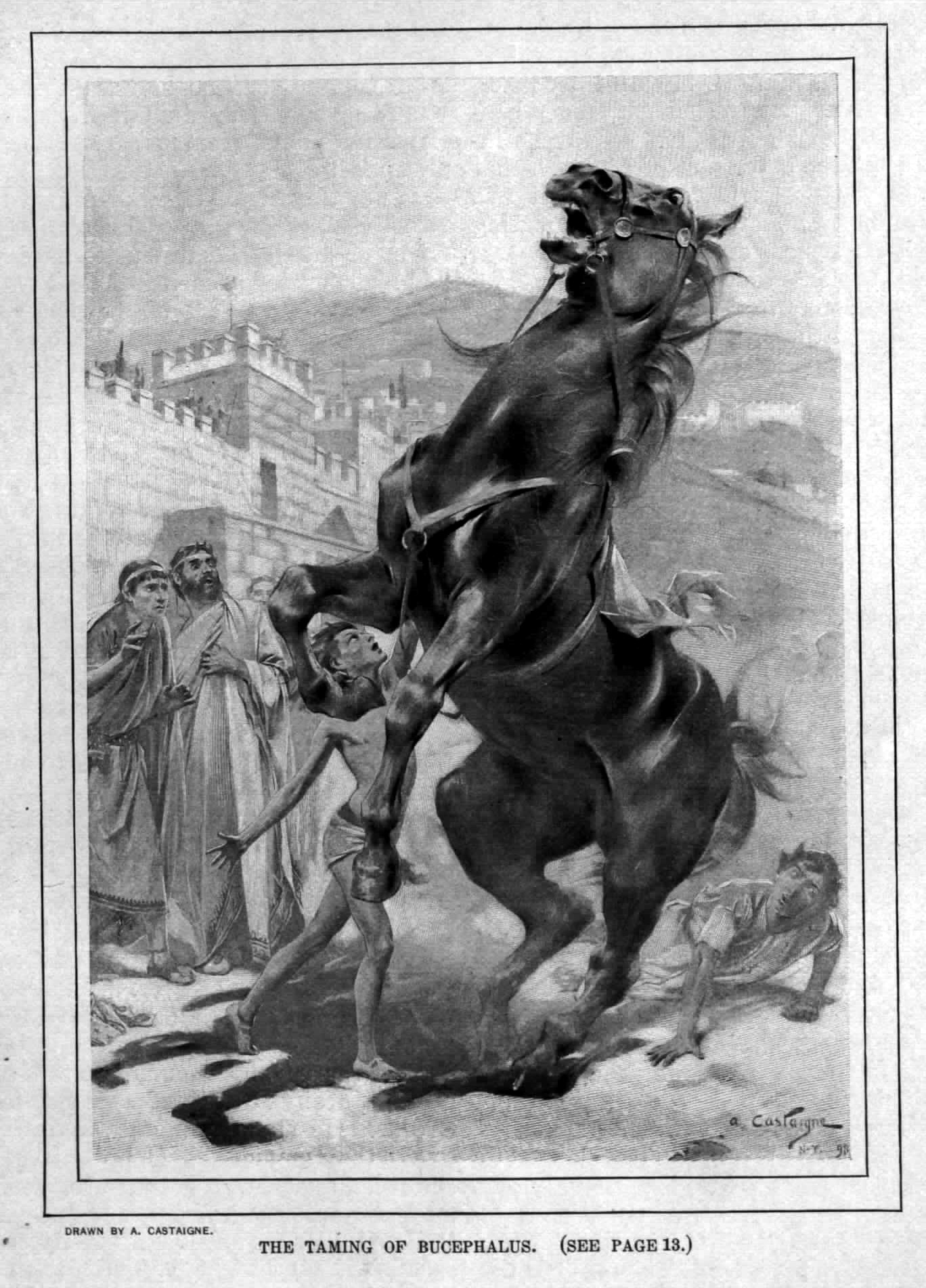
Le cheval Bucéphale pourrait avoir servi d'inspiration pour les descriptions littéraires de Bayard.

L'origine lointaine de Bayard n'est pas expliquée par les plus anciens manuscrits des Quatre Fils Aymon, qui précisent que Charlemagne le remet à Renaud lors de son adoubement, mais restent vagues voire contradictoires jusqu'à l'apparition de la chanson de Maugis, qui en fait le fils d'un dragon et d'une serpente venu d'une île volcanique. Anne Berthelot suppose que le cheval Bucéphale, sauvage et anthropophage envers tout autre qu'Alexandre, a servi de modèle au rédacteur du Maugis pour décrire Bayard. Elle dresse également un parallèle avec Sleipnir, qui tout comme Bayard a une structure physique particulière, bien que l'inspiration ne soit sans doute que subliminale.

### Études comparatives
Un parallèle peut être fait entre Bayard et le cheval d'Alimos Toma (qui lui aussi comprend le langage humain et exécute les volontés de son maître), un héros des balades populaires roumaines. Albert Moxhet, auteur d'une étude comparative entre l'Ardenne et la Bretagne, note que Bayard n'appartient ni tout à fait aux animaux à la morphologie ordinaire dont les actes sont fantastiques, ni à celle des animaux à l'aspect extraordinaire, et que l'on retrouve également des toponymes dus aux chevaux du roi Arthur, de Saint Guénolé et du roi Gradlon sur différents sites bretons.

## Symbolique
Comme le remarque Anne Berthelot, Bayard est perçu sans ambiguïté comme un cheval, les textes insistent en y ajoutant l'adjectif  « fée » (faé) : « à moins que cette insistance ne dissimule quelque chose de plus trouble », Bayard est avant tout de nature animale.

### Animal «fée»
Dès les plus anciens textes, Bayard est doué de qualités exceptionnelles qui le rattachent au merveilleux et à l'Autre Monde, bien que la mention qui illustre le mieux son caractère extraordinaire, selon laquelle il adapte la taille de sa croupe au nombre de ses cavaliers, intervienne plus tard. Laurence Harf-Lancner remarque que pour les êtres dont la nature féerique est évidente, ou qui évoluent dans un lieu apparenté à l'Autre Monde, il n'y a pas lieu d'ajouter l'adjectif « fée » derrière le nom (la blanche biche étant un exemple). Par contre, « le cheval Bayard, loin d'évoluer dans un décor surnaturel, dénote dans le cadre humain qui lui est assigné ».
Le rôle de Bayard est plus grand que celui d'une monture de héros de chanson de geste classique, comme Broiefort (celle d'Ogier le Danois) ou encore Veillantif (celle de Roland). D'une force et d'une intelligence surnaturelles, il réveille Renaud en touchant son écu de son sabot, combat les chevaux de ses ennemis, galope plus vite qu'aucun autre (une qualité néanmoins commune à tous les chevaux des épopées médiévales), effectue des bonds prodigieux et peut porter quatre hommes sur son dos en même temps. Malgré les privations lors de son exil dans la forêt ardennaise, il conserve toute sa force et sa fougue. La forêt ardennaise étant réputée être un domaine des fées, le fait que Bayard y « engraisse de feuilles » là où les autres chevaux dépérissent et meurent le dissocie encore davantage des animaux ordinaires pour le rapprocher des créatures féeriques, d'autant plus que dans l'enceinte du château de Montauban, il se révèle incapable de nourrir les quatre fils de son sang : ce passage de la légende, précisant qu'il se laisse saigner par Renaud et ses frères,, se déroule en effet dans la nature.
Quelques versions attestent aussi qu'il comprend le langage humain, par exemple celle-ci, où Renaud parle à son cheval juste avant la course à Paris :
| Chanson des quatre fils Aymon (ancien français) |
| --- |
| « Baiars, ce dist Renaus, com avez eu talent Mestier m'avez eü et grant besoing soyent. Se vos or me failliez, dont me va malement, Et s'il en vient sor vos, blasme i [arez] grant Ne proiserai ja mes vostre valor nient. » Quant Baiars l'entendi, si henist olerement; Ensi l'a entendu com mere son enfant. Ses oreilles a jointes, la teste va erollant, Por abriver son cors, s'en va tot arçoiant, A froncié des narines, des piez harpe devant, La queue et le col va durement abesant. « E Dex ce dût Benaus, par ton commandement, Tu me, dogne acomplir iee jor mon talent. a' Lors a laisié le règne, Baiars en va bruiant. Al col estendu [va] la terre porpendant. A chascun saut en prent une lance tenant. |

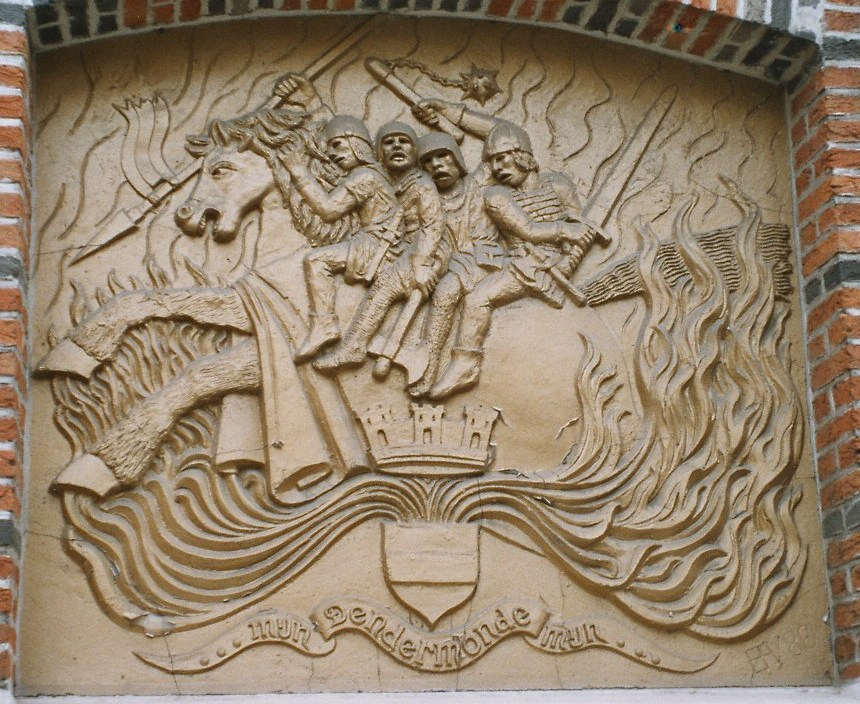
Représentation des quatre fils Aymon chevauchant Bayard sur le mur d'une maison à Termonde.

Anne Berthelot voit dans cette compréhension du langage la preuve la plus flagrante de la nature féerique de Bayard. Le cheval est de plus capable de devancer le désir de son cavalier, par exemple en affrontant la monture d'un sarrasin et son cavalier en compagnie de Maugis. Son côté protecteur (il prévoit le danger pour Renaud), s'il est une autre preuve de sa nature féerique, ne révèle pourtant pas de connivence particulière avec le monde des fées tel qu'il est connu au Moyen Âge. Les exploits de Bayard sont épisodiques. La plupart du temps, il joue un rôle très semblable à celui des autres chevaux d'épopée.

### Animal subversif
Si je comprends bien […], Bayard, c'est l'Ardenne qui résiste et ne se rend pas…
La légende des quatre fils Aymon a un côté subversif puisqu'elle renvoie au refus du féodalisme et du centralisme, à la résistance et au désir de liberté,, tout en défendant une certaine autonomie des régions de la Gascogne et de l'Ardenne. Le texte mélange la chevalerie à la féerie, Maugis et Bayard prennent le pas sur la dimension chevaleresque, pour rendre l'histoire radicalement opposée à la plupart des autres textes du cycle carolingien (voire de la légende arthurienne), où le chevalier se dévoue corps et âme à un suzerain érigé en modèle de sagesse et de vertu. Charlemagne, qui incarne le pouvoir en place dans les Quatre Fils Aymon, est présenté comme un roi injuste et intraitable, ennemi acharné de l'enchanteur Maugis et du cheval Bayard, qui sont au contraire acteurs de cette subversion. Si Maugis finit par se retirer de lui-même en partant méditer sur la violence du monde après la bataille de Vaucouleurs, et laisse Charlemagne raffermir son autorité mise à mal, Bayard demeure « irréductible » et survit même à la tentative de le faire noyer. « Plus encore que Maugis, Bayard incarne la transgression ».

### Animal chtonien

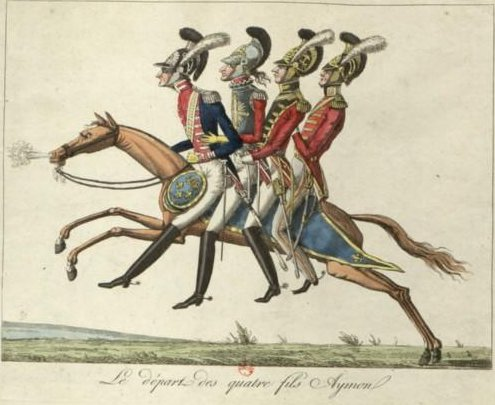
Le départ des quatre fils Aymon, gravure à l'eau-forte coloriée.

De nombreux indices rattachent Bayard au monde chtonien : cheval-fée né d'un dragon et d'une serpente sur une île volcanique, ensuite arraché aux « forces des ténèbres », sa couleur est le bai, soit le brun-rouge. Il fait des écarts de comportement, disparaît dans la forêt et semble condamné ensuite à une errance sans fin. C'est Maugis qui l'extrait de « la nuit de la caverne » pour lui faire gagner « la clarté du jour » et sa destinée héroïque. Enfin, il n'est jamais lui-même confronté à un dragon ou un serpent, contrairement à bon nombre de destriers médiévaux. Francis Dubost voit en Bayard un animal nocturne. Pour Marc-André Wagner, le cheval-fée est lié à la terre et au feu, incarnant l'énergie tellurique et la vigueur. Quelques auteurs ont supposé que sa tentative de noyade renverrait à un sacrifice rituel pour un ancien culte de la fertilité, association courante pour les créatures chtoniennes, mais les données archéologiques ne prouvent pas la présence de lourdes pierres auxquelles les animaux auraient pu être attachés.
Gilbert Durand a un point de vue encore différent, puisqu'il voit en Bayard un « démon maléfique des eaux » qui, « par une espèce d'antiphrase sentimentale », finit par être invoqué pour le franchissement des rivières. Henri Dontenville voit dans Bayard un mythe issu du cheval blanc sacré des Germains, « naturellement blanc mais teint en bai pour les besoins de la cause », supposant qu'à l'époque de la rédaction du Maugis d'Aigremont, une certaine méfiance régnait quant aux « chevaux magiques », ce qui fait que Bayard est découvert « près d'un cratère de feu grondant » et que son apparition effraie les paysans. Il soutient aussi que Bayard a lui-même donné les chevaux légendaires du Pas-de-Calais (tous de couleur blanche). Cette hypothèse est soutenue par Gilbert Durand, mais pour d'autres historiens, le fait que Bayard soit clairement décrit comme brun-rouge l'invalide.
L'une des questions soulevées par cette origine est de savoir pourquoi un animal au rôle aussi bénéfique est engendré par deux monstres reptiliens qui le relient aux forces infernales. Il semblerait que l'auteur du Maugis ait préféré faire ressortir l'exploit héroïque du jeune enchanteur qui libère Bayard, plutôt que la nature foncièrement bénéfique du cheval, dans son texte.
Une interprétation anglaise de la légende des quatre fils Aymon, initialement publiée en 1923, fait de Bayard un animal démoniaque (demon horse) donné au duc Aymon par Malagigi (Maugis), vu comme un nécromancien qui mène une guérilla contre le souverain légitime, Charlemagne. Cette interprétation ajoute que Satan récupéra le cheval un moment. Malagigi consola le duc Aymon en lui promettant de récupérer le cheval au mont Vulcanus, qui est aussi le mont des enfers (c'est l'épisode de l'île de Bocam). Il y parvint en entourloupant Satan. Plus tard, Bayard revient à Renaud, qui finit par le trahir en le livrant à Charlemagne. L'auteur de cette interprétation conclut qu'il est extraordinaire qu'un animal de nature démoniaque tel que Bayard soit vu comme un cheval bon et noble dans les chansons de geste, rivalisant en vertu avec une monture angélique.

### Animal païen

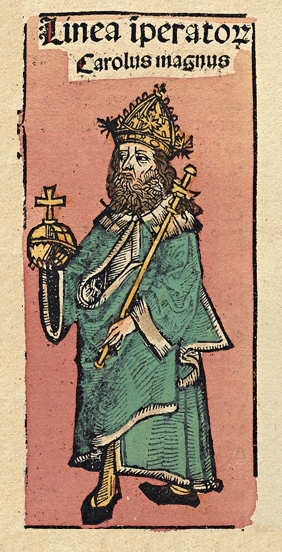
L'acharnement de Charlemagne (ici dans les chroniques de Nuremberg) contre Bayard laisse à supposer que ce dernier est issu de croyances païennes.

Bien que la première mention littéraire de Bayard soit liée à un texte chrétien du XIIe siècle ou du XIIIe siècle, la figure et les caractéristiques de ce cheval renvoient à des traditions païennes plus anciennes, et le fond de la légende pourrait remonter au VIIe siècle ou au VIIIe siècle, à une époque où le pays est loin d'être entièrement christianisé. Les souvenirs et les pratiques de la religion gauloise y sont encore vivaces. Un élément de preuve souvent cité réside dans le fait que Charlemagne condamne ce cheval à mort par noyade et se montre d'une telle cruauté que ses compagnons s'en indignent :

« Aucun des Pairs, je vous l'assure, ne peut s'empêcher de pleurer sur le bon cheval Bayard ; et, au milieu de la désolation générale, seul Charlemagne se laisse aller à sa joie : Bayard, le fameux Bayard, est donc au fond de l'eau. »

Ferdinand Castets a supposé que « ne pouvant se venger à son gré des Fils Aymon et de Maugis, Charles satisfait sa haine aux dépens du cheval dont le seul tort est d'avoir fidèlement servi son maître », toutefois, il ajoute que « Bayard, comme Maugis, a des dons surnaturels : entre eux et l'Empereur, la paix est impossible ». La rancœur de l'empereur n'est peut-être pas dirigée contre Renaud, mais bien contre son cheval et l'enchanteur Maugis, qui tous deux incarnent les anciennes croyances auxquelles il est fermement opposé,. Bien que Bayard survive à l'épreuve de la noyade, il en ressort symboliquement vaincu puisque dès lors, il ne quittera plus la forêt ardennaise. Un autre élément de preuve réside dans « la concomitance de la contrition pieuse de Renaud et de son adieu à Bayard », qui « trahit bien la nature païenne du cheval-fée ». Le fond du texte renvoie donc, derrière les exploits héroïques de Renaud, à un conflit spirituel entre le christianisme (représenté par le roi Charlemagne) et le paganisme incarné par Bayard et l'enchanteur Maugis, dépositaire du savoir druidique.

## Folklore

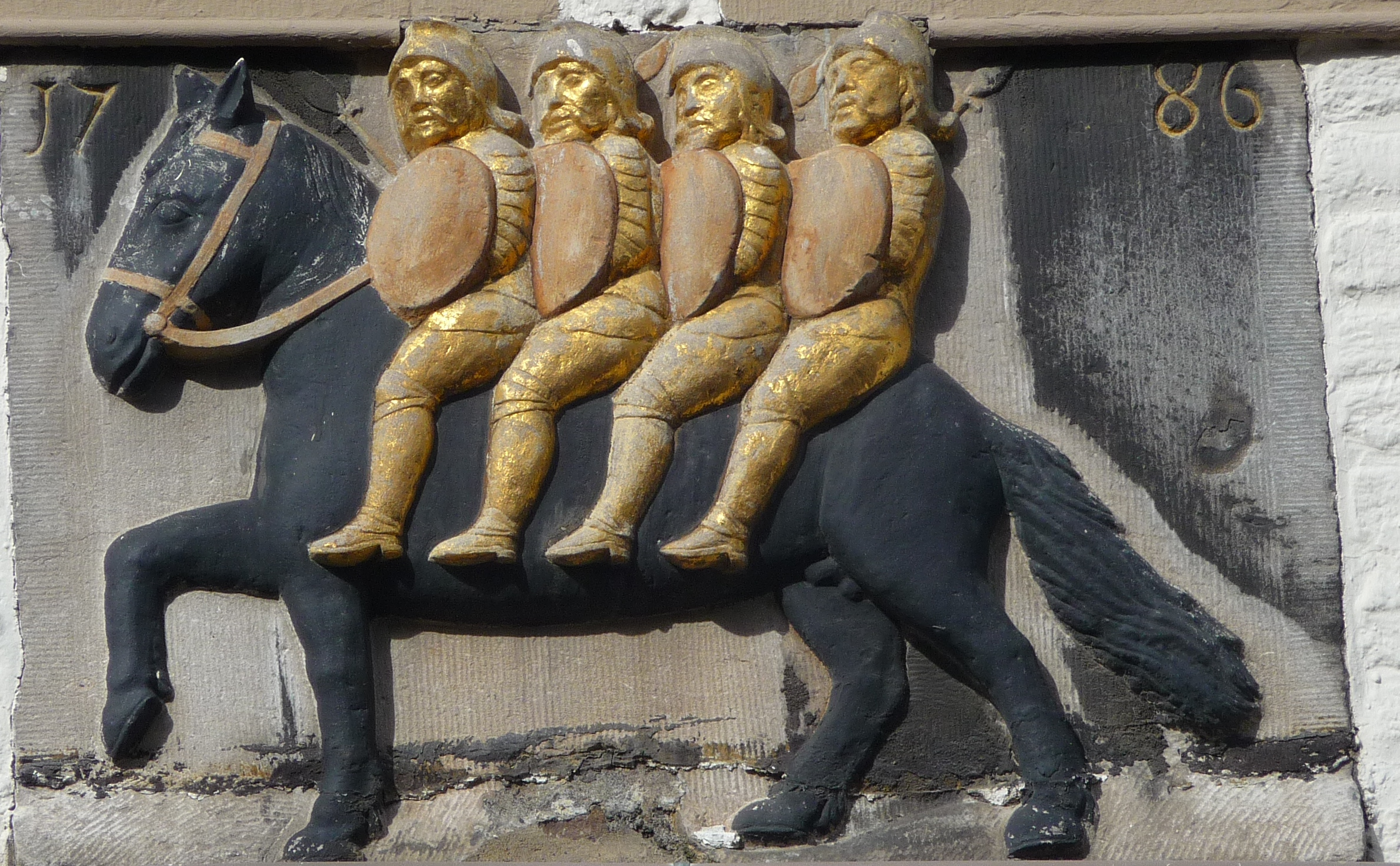
Bas-relief de 1786 représentant les quatre fils Aymon sur Bayard dans une rue de Maastricht.

Le cheval Bayard a donné naissance à un folklore foisonnant. Les villes et villages où coule la Meuse (Bayard aurait été jeté dans ce fleuve selon les versions postérieures du Renaut de Montauban) sont particulièrement concernés (Dinant, Bogny-sur-Meuse…). Il semblerait que la légende se soit diffusée le long de routes commerciales et de chemins de pèlerinage : Bruges, Termonde et Louvain se trouvent sur la route de la laine et du vin. L'imagination populaire tend à retenir deux images du roman d'aventures : la forteresse de Montessor (ou Montfort), bâtie par Maugis sur un éperon rocheux surplombant la Meuse dans l'Ardenne, puis détruite par Charlemagne, et les sauts fabuleux de Bayard. On retrouve un folklore autour de Bayard ailleurs en Belgique aussi bien du côté francophone que du côté néerlandophone, tant dans les processions et cortèges que pour la toponymie ou les histoires locales. La diffusion de la légende de Bayard peut-être distincte de celle des quatre fils Aymon. Elle est souvent marquée d'un certain régionalisme, car Bayard est cité comme patrimoine légendaire spécifique à la Belgique ou aux Ardennes, bien que de nombreux éléments de sa légende (ou de son folklore) concernent aussi la Gascogne (épisode de Montauban), l'Alsace et la Lorraine (cours de la Meuse et épisode de Vaucouleurs), voire l'Allemagne (noyade dans le Rhin selon les plus anciens textes, de plus un musée de Dortmund possédait en 1909 une relique sous forme d'un grand fer à cheval que l'on dit issu de Bayard, vraisemblablement l'enseigne d'un maréchal-ferrant), la Sicile (naissance sur l'île de Bocam selon le Maugis d'Aigremont) et les Pays-Bas (présence de toponymes, de statues et de géants processionnels à son effigie). Une certaine confusion est due à une graphie variable dans les textes médiévaux, un même lieu pouvant être orthographié de cinq à six manières différentes, ce qui rend toute identification d'un site de la légende particulièrement complexe et hasardeuse. Bayard appartient en effet à la littérature et à la légende bien davantage qu'à l'Histoire.

### Légende ancrée dans l'Ardenne

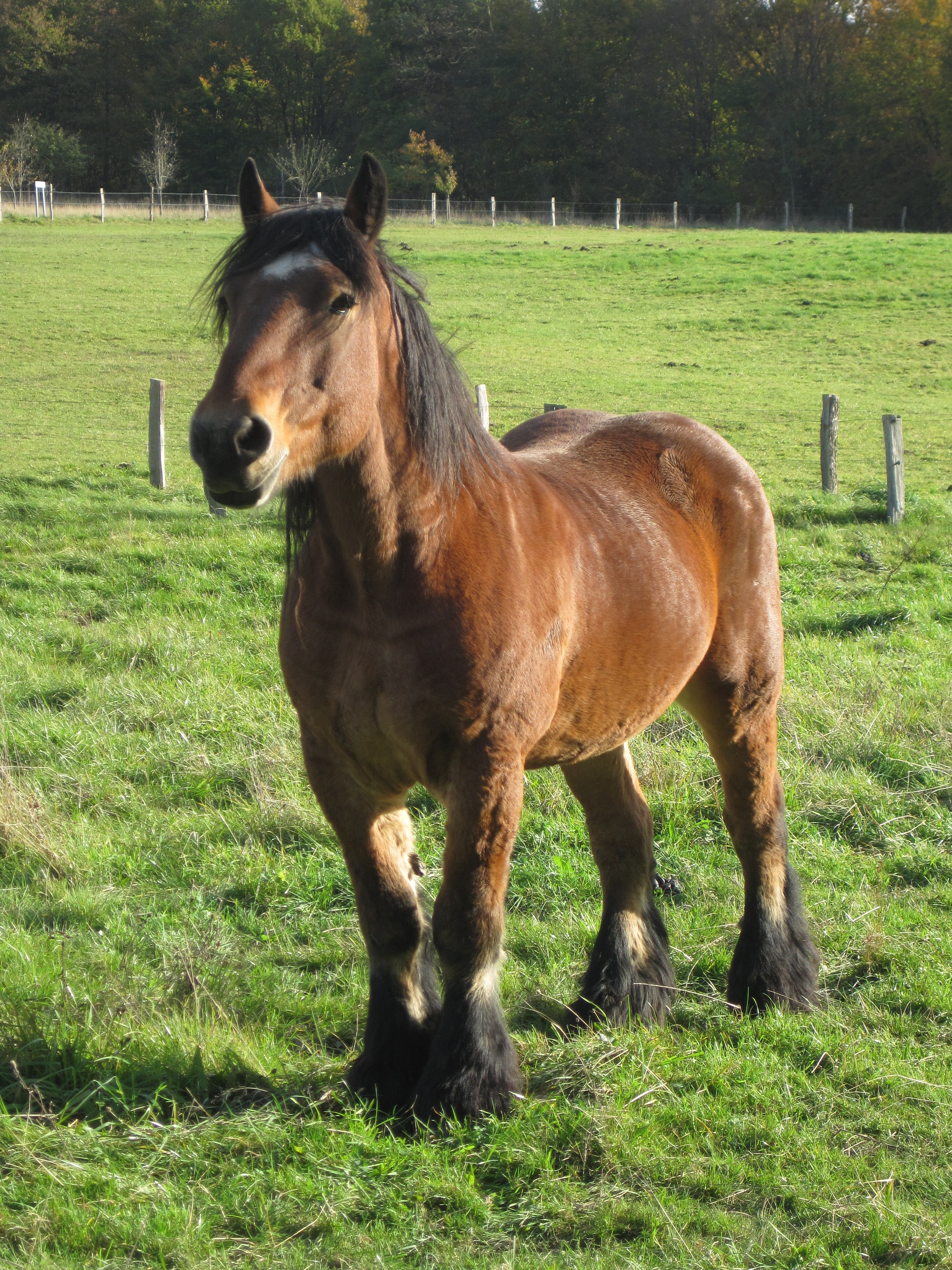
Le cheval ardennais, tout comme Bayard, est le plus souvent de robe baie.

L'Ardenne, une région naturelle partagée entre la France, la Belgique et le Luxembourg, est sans conteste celle où la légende du cheval Bayard est la plus présente et ancrée. Une partie des textes s'y déroule, bien que l'épisode ardennais ne soit pas le plus développé de la chanson. Une enquête de l'université de Liège, en 1976, y a relevé dix-sept toponymes « Pas-Bayard » et une douzaine d'emplacements revendiqués pour être la forteresse Montessor (ou Montfort), prouvant la popularité de Bayard et de sa légende dans cette région. Une tradition populaire, contraire aux textes, raconte aussi que le cheval a été capturé par Renaud dans la forêt ardennaise, pendant le siège de Montessor. Un bas-relief du XVIe siècle illustre cette capture à Marville. Bayard aurait été donné à Renaud par la fée Oriande dans un lieu hanté nommé les Espoux selon deux versions du Renaut de Montauban. Les ardennais l'identifient au lieu-dit les Épioux, près de Chiny, en Belgique.
Les textes disent que Bayard demeure dans la forêt ardennaise et qu'on l'entend hennir durant la nuit de la Saint Jean. Les traditions populaires rapportent les récits des paysans qui tentent de l'apercevoir, et ceux des vendeurs de charbon qui disent l'entendre hennir en salutation au soleil levant. Près de Charleroi, cette tradition veut que Bayard parte chaque jour du fond de la forêt ardennaise, et se déplace au galop du sud-est au nord-ouest, de la Semois à la Meuse et du levant au couchant, en passant par Dinant et en suivant un chemin secret connu de lui seul.
Ce témoignage d'une rencontre avec Bayard, raconté par un vieil homme en 1861, date de 1815 durant la guerre contre les Prussiens :

« […] Le soir [de la nuit de la Saint-Jean], nous arrivâmes à Montcy-Notre-Dame, près du Waridon. Harassés de fatigue, nous fîmes halte pour y passer la nuit. La douzième heure allait sonner. Nos hommes dormaient. Moi, j'étais de faction. Je regardais, j'écoutais. Tout-à-coup, dans le lointain, sur le sommet du Waridon, j'entends un roulement sourd. La terre tremblait. Le bruit devient plus distinct : c'est le pas régulier d'un cheval qui court au galop. Sous ses pieds, les cailloux se brisent ou roulent avec fracas. — Ma foi ! Je l'avoue, la peur me prit. Je n'aurais pas craint les Prussiens. Mais il ne s'agissait pas d'un hulan : c'était le cheval de Maugis, le cheval des quatre fils Aymon, le cheval enchanté ; c'était Bayard, le cheval de feu. Bientôt, le rapide animal passa devant moi comme un éclair, illuminant le vallon, le torrent, la montagne et ses ruines. Il courait sur les rochers qui formaient la lisière du torrent. Les pierres volaient derrière lui, tombaient dans l'eau ou se broyaient. Bayard, de ses narines, de ses sabots, lançait feux et flammes ; il hennissait et ricanait avec fureur, et j'entendis nettement le nom de Charlemagne. Les échos du Waridon répétaient : Charlemagne ! Charlemagne ! sur un ton insolent et moqueur. »

La race du cheval ardennais est parfois associée à la monture légendaire des quatre fils Aymon. L'écrivain régionaliste Franz Bartelt dit à ce propos que « d’une nature douce et d’une santé prospère, sobre de mouvement, plein d’assurance et de modération, courageux avec générosité, confiant, travailleur, le cheval ardennais fut d’une intelligence philosophique et d’une distraction littéraire qui l’ont hissé au-dessus du palefroi commun, jusqu’aux édifiantes de la légende et du mythe. La monture des quatre fils Aymon ne pouvait, en effet, être qu’ardennaise… ».

### Toponymes
Heureusement, Bayard était fée. Charlemagne n'a pas pu le noyer, et maintenant encore, tous les ans, le jour de la Saint-Jean, à l'heure de minuit, il court dans nos montagnes ; ses hennissements imitent tantôt le son du cor, tantôt la voix de l'homme ; ses pieds brûlent tout ce qu'ils touchent, et les traces de son passage restent imprimées sur le sol.
Les croyances populaires rapportent que Bayard a laissé des traces innombrables de son passage : « des escarpements obliques de grès et de calcaire, des aiguilles ouvragées sous le sabot de mille chevaux Bayard ». Ces « Pas-Bayard » (ou « Saut-Bayard ») sont nombreux dans l'Ardenne. Il s'agit souvent de pierres sur lesquelles est gravée une forme rappelant un fer à cheval, témoignant du passage de l'animal enchanté en ces lieux. On trouve aussi des traces, non de sabots, mais d'un « dérapage » dû à la puissance et la vitesse de Bayard lors de son saut. L'emplacement de bon nombre de ces toponymes a disparu, modifié sous l'action humaine. D'autres ont été oubliés, voire re-nommés au fil du temps,.
La multiplication de ces toponymes « en divers lieux dans le bassin de la Meuse française et belge » semble découler de « l'influence des pieds ou pas de saints ». Si les « Pas-Bayard » et « Saut-Bayard » peuvent difficilement avoir une autre origine que le cheval légendaire, la polysémie rend l'identification originelle de toponymes tels que « champ Bayard » ou « fosse Bayard » très complexe. Une dizaine de communes ardennaises ont un toponyme du type « Bayart » issu d'un nom de personne. Les ruisseaux et moulins portant ce nom semblent également d'une autre origine. Les nombreux moulins nommés « bayard » au Moyen Âge, mot que l'on croyait alors d'origine celtique, n'ont aucun lien avec le cheval si l'on en croit Félix Rousseau. D'autres sources plus anciennes soutiennent l'inverse.
Comme modeleur du paysage, Bayard présente un parallèle important avec la monture de Roland le paladin, à l'origine des « Pas-Roland » et des « Saut-Roland », principalement dans les Pyrénées (autre région montagneuse). Il est possible que les deux montures partagent la même origine. Ces traces sont interprétées de différentes façons. Certains croient qu'elles se dirigent du levant au couchant, et renvoient à un animal solaire. Bayard est également un créateur légendaire de sources (tout comme Pégase). Jacques Duchaussoy voit dans ces points d'eau créés d'un coup de pied des « sources de connaissance spirituelle » qui finissent par devenir l'eau pure destinée à désaltérer le pèlerin ou le voyageur le long du chemin.

#### Belgique
La plupart des toponymes se trouvent en Belgique sur le territoire de l'ancienne Principauté de Liège, entre autres près de Charleroi, de Liège (où ils sont les plus nombreux) et de Dinant.

##### Province de Hainaut
Le lieu-dit ô pa Bayâr, au-dessus de Couillet, est connu sous ce nom depuis 1364 au moins. La construction d'une route et l'industrialisation l'ont fortement modifié. Des bassins ont recouvert la pierre du pa Bayâr, un bloc de grès gris marqué par un fer à cheval d'une quinzaine de centimètres. Selon la légende, Bayard avait pris là son élan pour franchir la Sambre, mais une autre légende veut qu'il soit revenu vers la Meuse et retombé depuis Charleroi sur le rocher de Couillet.

##### Province de Liège

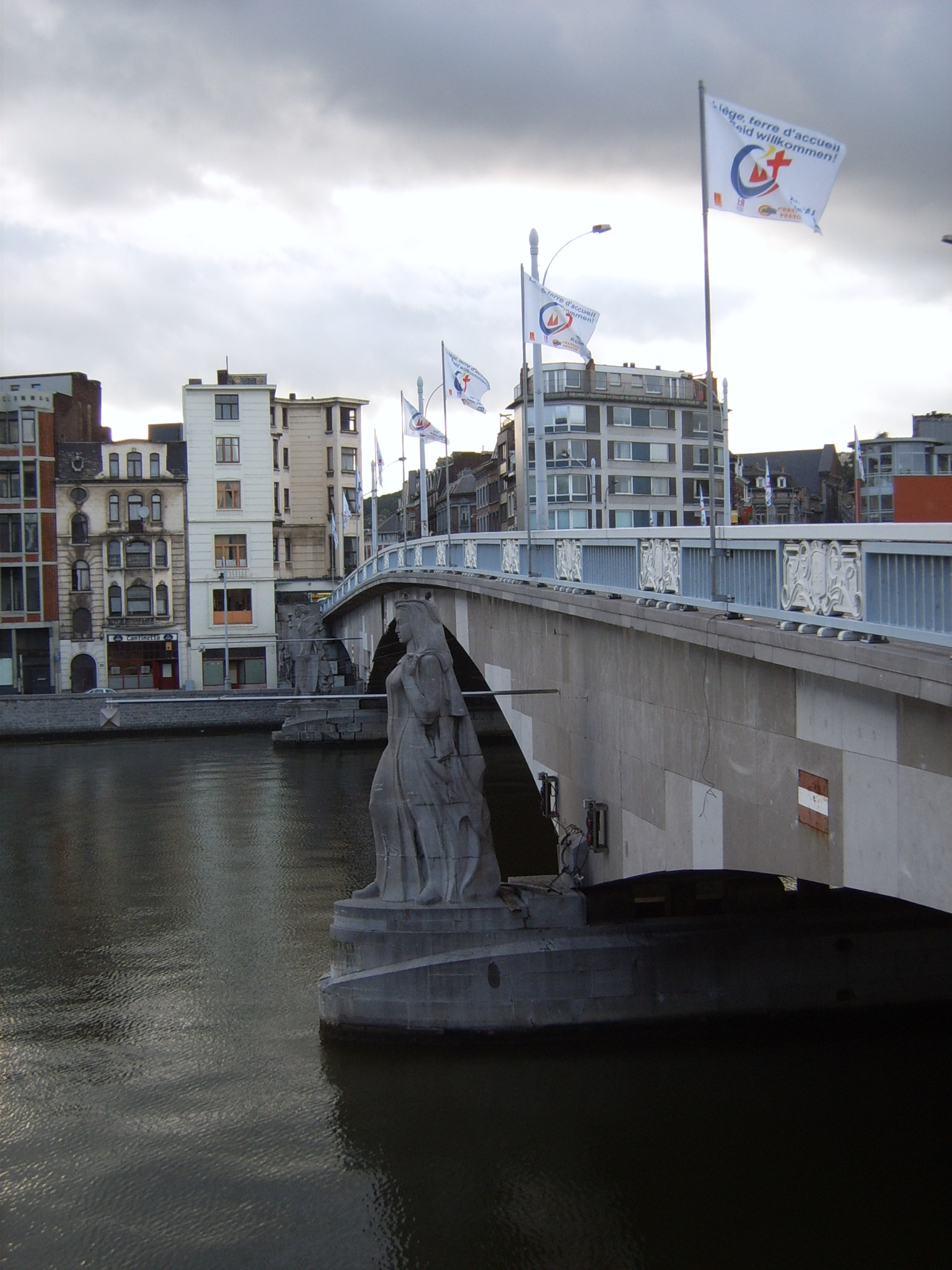
Le pont des Arches, d'où Bayard aurait été jeté à l'eau par Charlemagne selon la croyance populaire moderne.

Liège, où passe la Meuse, est souvent citée pour être la ville où Charlemagne tenta de noyer Bayard. Cette affirmation s'appuie, entre autres, sur la présence attestée de barques équipées de meules à grain sur la rive gauche du fleuve. Les troupes de l'empereur auraient capturé et entravé l'animal, avant de lui amener. Là, Charlemagne décide que Bayard sera jeté du haut du pont des Arches, les jambes attachées et une meule au cou. Mais Bayard parvient à rompre ses liens et à regagner la berge. Adressant un hennissement moqueur à ses tortionnaires, il rejoint ensuite la forêt d'Ardenne. Cette légende est popularisée lors de la reconstruction du pont après la Seconde Guerre mondiale. Le bas-relief créé par Louis Dupont est devenu un symbole de la liberté face à l'oppression allemande.
Liège et sa province recèlent aussi de nombreux toponymes nommés « pas Bayard » (ou Baar), par exemple à Pepinster. L'un des plus connus se trouve sur la commune d'Aywaille, au château d'Amblève, qui par ailleurs est un emplacement revendiqué pour Montfort (ou Montessor), le château des quatre fils Aymon. L'empreinte du pied de Bayard se trouve à côté de l'ancienne potence de la forteresse, on raconte qu'il se serait imprimé là lorsque le fabuleux destrier prit son élan pour retomber de l'autre côté de la vallée, au lieu-dit « al-mohinette ». À Dolembreux, entre Méry et Hôtgné, un petit lieu boisé et rocheux est connu comme a pa bayar, au-dessus d'un petit vallon lui-même nommé è fond dè pa bayar. La trace d'un passage du cheval y serait restée bien visible jusqu'au début du XXe siècle, sur un bloc rocheux, mais a disparu lors de la construction d'une route. Ce toponyme était connu des archives locales depuis 1598, au moins. Remouchamps possède, sur un chemin qui reliait autrefois la commune à Sedoz, un lieu-dit So l'thier où le sabot de Bayard aurait creusé une cuvette dans le schiste rouge, lors d'un bond qui le vit retomber au château d'Amblève ou au château de Montjardin. À Stoumont, Bayard se serait élancé de même depuis le lieu-dit « Fagne-Brume », laissant son empreinte sur un bloc de quartzite avant de retomber aux « Fonds de Quarreux ». L'eau stagnante dans la cuvette de ce Pas-Bayard est réputée soigner les maladies de la vue et les verrues. À Anthisnes, un Pas-Bayard a conservé son nom malgré la disparition de la pierre portant l'empreinte. Bra, près de Chevron, possède aussi son Pas-Bayard. Les toponymes de Vieuxville ont été oubliés ou renommés sous l'influence de la légende de la gatte d'or. La rivière de l'Eau Rouge prend sa source dans les Hautes Fagnes à proximité de la « Fagne du Pas Bayard » qu'elle traverse ensuite.
Joseph Bédier avait en son temps revendiqué l'abbaye de Stavelot-Malmedy pour origine de la légende des quatre fils Aymon (et donc du cheval Bayard), mais cette affirmation a été invalidée par une étude critique liégeoise plus récente .

##### Province de Luxembourg
Un rocher local, peut-être un mégalithe, est nommé Pas-Bayard à Wéris. Il est en forme de meule, le cheval y aurait laissé la trace d'un de ses sabots afin de prendre l'élan nécessaire pour retomber vers Durbuy. On trouve d'autres Pas-Bayard à Ethe et à Étalle. La forêt de Chiny, en plus du lieu-dit les Épioux identifié aux Espoux de la chanson, a elle aussi un rocher avec un Pas-Bayard, consigné vers 1892.

##### Province de Namur

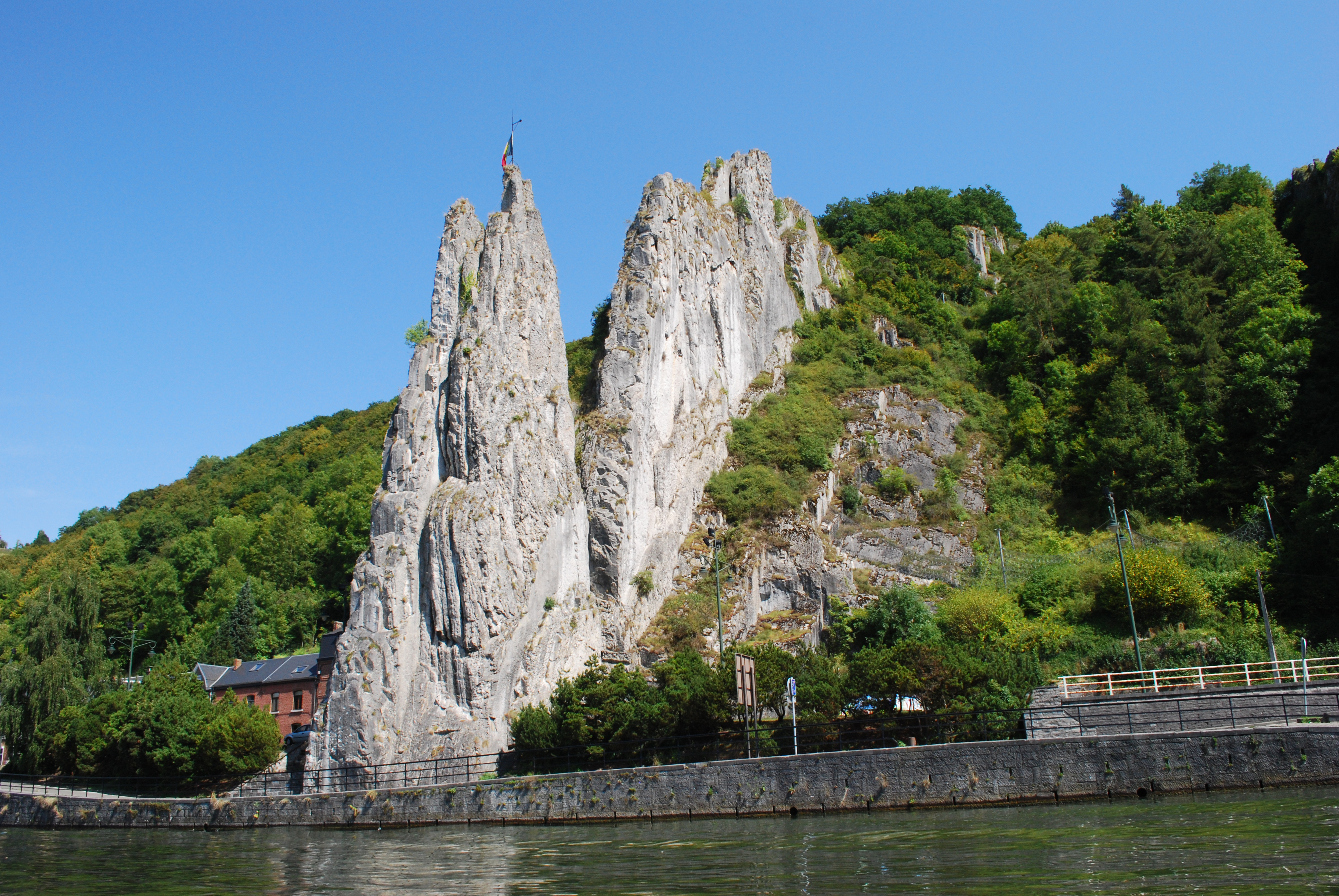
Le rocher Bayard de Dinant, l'un des toponymes liés à la légende les plus connus.

Dinant possède de nombreux toponymes, le plus ancien Pas-Bayard y est attesté en 1355. Un gigantesque obélisque de pierres d'une quarantaine de mètres de hauteur, appelé le rocher Bayard, est situé au sortir de la cité mosane vers Anseremme, isolé au bord de la Meuse. On raconte qu'en arrivant par le chemin d'Herbuchenne, les quatre fils Aymon furent cernés par les soldats de Charlemagne. Montés sur Bayard, il s'avancèrent sur la pointe des rochers jusqu'à la roche dénommée depuis la Roche-à-Bayard (ou la roche Bayard), et qui, à cette époque adhérait encore à la montagne voisine. Au moment où l'empereur croyait enfin tenir ses ennemis, Bayard frappa le roc de son sabot et s'envola d'un bond prodigieux pour retomber de l'autre côté du fleuve. Sur la roche désormais célèbre se trouve encore, dit-on, l'empreinte du pas de Bayard. Le grand bloc rocheux fut brisé en deux par la force de sa ruade.
Un autre toponyme se trouve au bord de la gorge profonde et encaissée de Fonds-de-Leffe. Charlemagne y aurait poursuivi ses ennemis montés sur Bayard, le cheval serait arrivé par les hauteurs pour franchir la gorge d'un bond et laisser l'empreinte de ses sabots en retombant sur les rochers opposés. Dhuy possédait un vieux château nommé Bayard en 1770, que l'on disait être le Montessor des fils Aymon.

##### Région flamande
Bertem, près de Louvain, affirmait détenir les reliques d'un certain Saint Aalard (vu comme l'un des fils Aymon) pendant 600 ans, et montrait jadis une étable où Bayard aurait marqué une pierre de son sabot, en forêt de Merdael, soit « vallée du cheval ». Au XIXe siècle, l'étymologie du village était censée renvoyer à « la demeure du cheval », celle de Bayard. Les armoiries locales l'arboraient. On voyait aussi dans un maître-autel un tableau représentant le cheval portant les quatre fils,.

#### France

##### Ardennes françaises

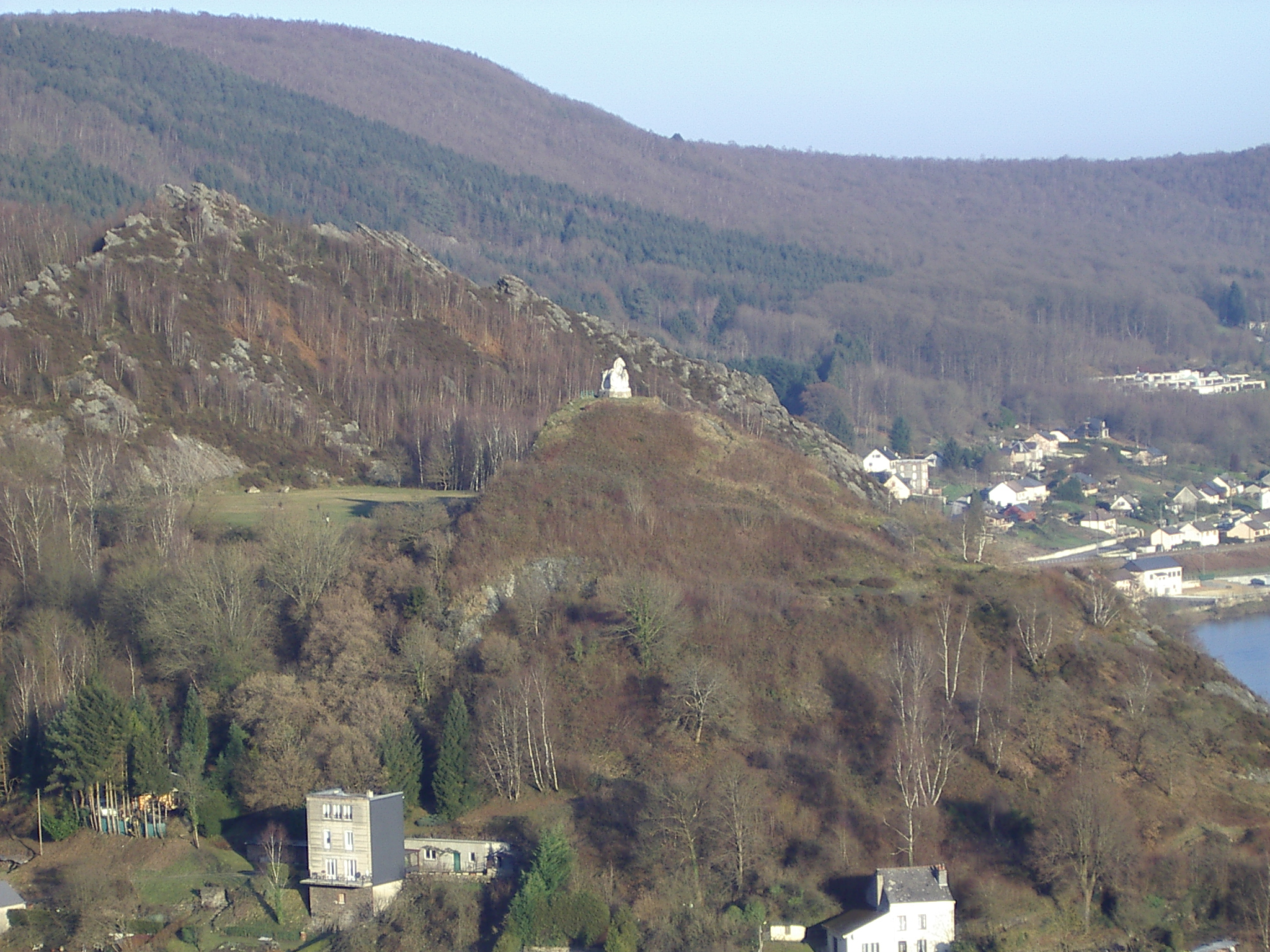
Vue aérienne de Bogny-sur-Meuse, l'un des sites ardennais les plus liés au cheval Bayard, avec quatre pics rocheux, une statue, l'Ermitage de Maugis et la forteresse connue sous le nom de Château-Regnault, qui s'y s'élevait autrefois.

Bogny-sur-Meuse est l'un des sites ardennais français recelant le plus grand nombre de témoignages de la légende : quatre pics rocheux y symbolisent les quatre frères sur le dos de Bayard, une statue du cheval accompagné de ses quatre cavaliers est érigée sur l'emplacement de l'ancien Château-Regnault (vu comme un emplacement possible pour Montfort/Montessor) et ont modifié l'emplacement d'un Pas-Bayard désormais disparu. Enfin, un lieu sur une colline surplombant la Meuse est connu comme l'« Ermitage de Maugis », celui que Bayard aurait rejoint après avoir échappé à la noyade selon certaines versions du texte.
Aux abords du bois de la « Marfée » à Noyers-Pont-Maugis, le fameux pont est érigé sur l'emplacement d'un Pas-Bayard détruit. À Damouzy existait une « rû du cheval Bayard », et un Pas-Bayard se trouve à Harcy, un autre au Châtelet-sur-Sormonne. À Autry, une bande de terre étroite le long de l'Aisne est connue comme la « côte Bayard ». À Hargnies, un Pas-Bayard est en réalité une meule brisée avec l'empreinte d'un fer à cheval imprimée.
Le village de Francheval doit son nom à Bayard selon un conte rapporté, entre autres, par Claude Seignolle. Bayard ayant fait preuve d'une grande bravoure pour aider Renaud et l'un de ses frères, ce dernier lui dit « Tu es un brave, Bayard, franc cheval ! ». À l'endroit même où Bayard se trouvait, le village de Francheval fut élevé. Une légende similaire est liée à l'établissement du village de Balan : alors que les frères étaient poursuivis et que Bayard, après l'un de ses bonds fabuleux, était retombé brutalement sur le sol, Renaud aurait crié « Balan ! », soit « Remettez-vous en selle » ! à ses frères, et le village resta baptisé ainsi.

##### Hors des Ardennes
À Hirson, entre l'Avesnois et la Thiérache (et donc près des Ardennes), la forêt abrite un « étang du Pas-Bayard », qui se serait, dit-on, lui-même formé dans l'empreinte du cheval légendaire. On trouve des Pas-Bayard et des traces de passage en Gironde : la roche Mombron, au-dessus de la Dordogne, est « haute de 15 mètres et porte les empreintes géantes du sabot et du genou de Bayart ». L'ancien comté de la Marche a lui aussi des toponymes en raison des seigneurs de la Roche-Aymon qui y sont établis depuis le Xe siècle, et affirmaient descendre des quatre frères de la légende. Évaux-les-Bains, dans la Creuse, possède des traces du passage de Bayard. Henri Dontenville y rapporte l'existence d'un hameau nommé « Bailler ». Le site dit « crou do pas de chaveau », à Reterre, a une croix en granit marquée d'un Pas-Bayard après que le fabuleux destrier a sauté depuis Mainsat, à dix kilomètres de là.
Ces toponymes se retrouvent dans les Pyrénées et jusque dans le Roussillon, notamment à Millas et Terrats, avant que le géant Gargantua ne devienne plus populaire comme modeleur du paysage. Ce cheval est devenu le symbole de Clermont-l'Hérault. Bayard-sur-Marne, dans la Haute-Marne, était attribué au cheval légendaire au XIXe siècle, en se basant sur une étymologie douteuse, et dans le but de lui donner une origine prestigieuse.

### Processions, cortèges et danses

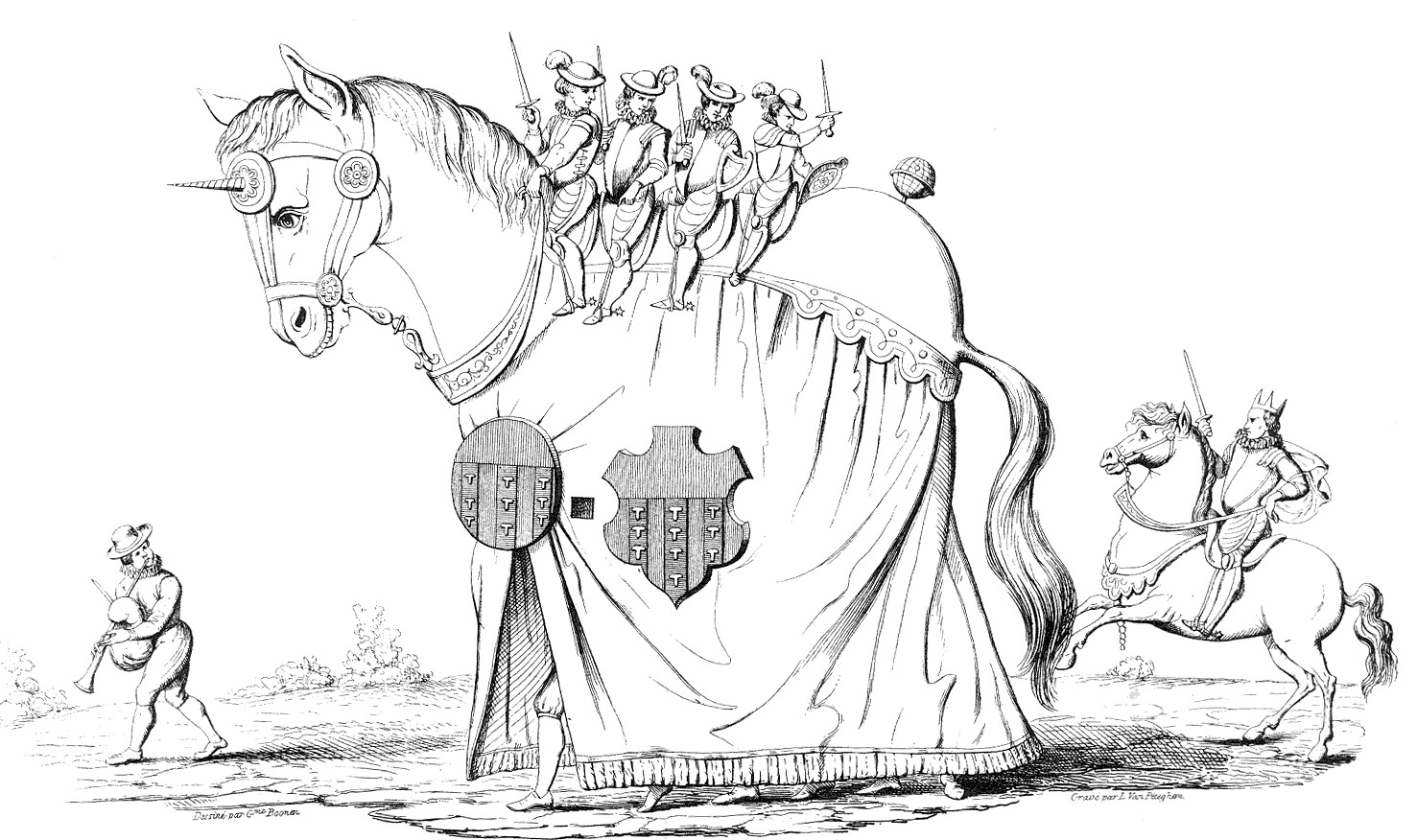
Le cheval Bayard de lommegang de Louvain en 1594.

Le cheval Bayard est surtout présent parmi les géants du Nord (comme le Bayard d'Ath, le Ros Beiaard de Termonde, le Peird van Appels, ou encore le Bayard de Dinant) en Belgique. Ce type de manifestation folklorique, qui consiste à promener un géant porté dans les rues d'une ville ou d'un village, n'existe que peu en France. Bayard apparaît avant les géants humains, en premier lieu dans la région flamande, duché de Brabant.
Depuis 2001, on retrouve un cheval Bayard aux côtés de l'Argayon à Nivelles. Le cheval Bayard se trouve également dans des cortèges à Appels et Alost (Belgique, province de Flandre-Orientale), Lierre et Malines (province d'Anvers).
Dès le Moyen Âge, il figure dans l'Ommegang de Bruxelles, et en est désormais indissociable. Du XVe au XVIe siècle, il figure à Malines en 1416, Lierre en  1417, Louvain en 1428, Audenarde en 1433, Eindhoven en 1437, Tirlemont en 1471, Bergen-op-Zoom en 1484, Alost en 1497, Bréda en 1502, Dordrecht en 1506, Bruges en 1513, Nivelles entre 1457 et 1515, Bruxelles en 1529, Léau en 1538 et Diest en 1561,.

#### Procession de Namur

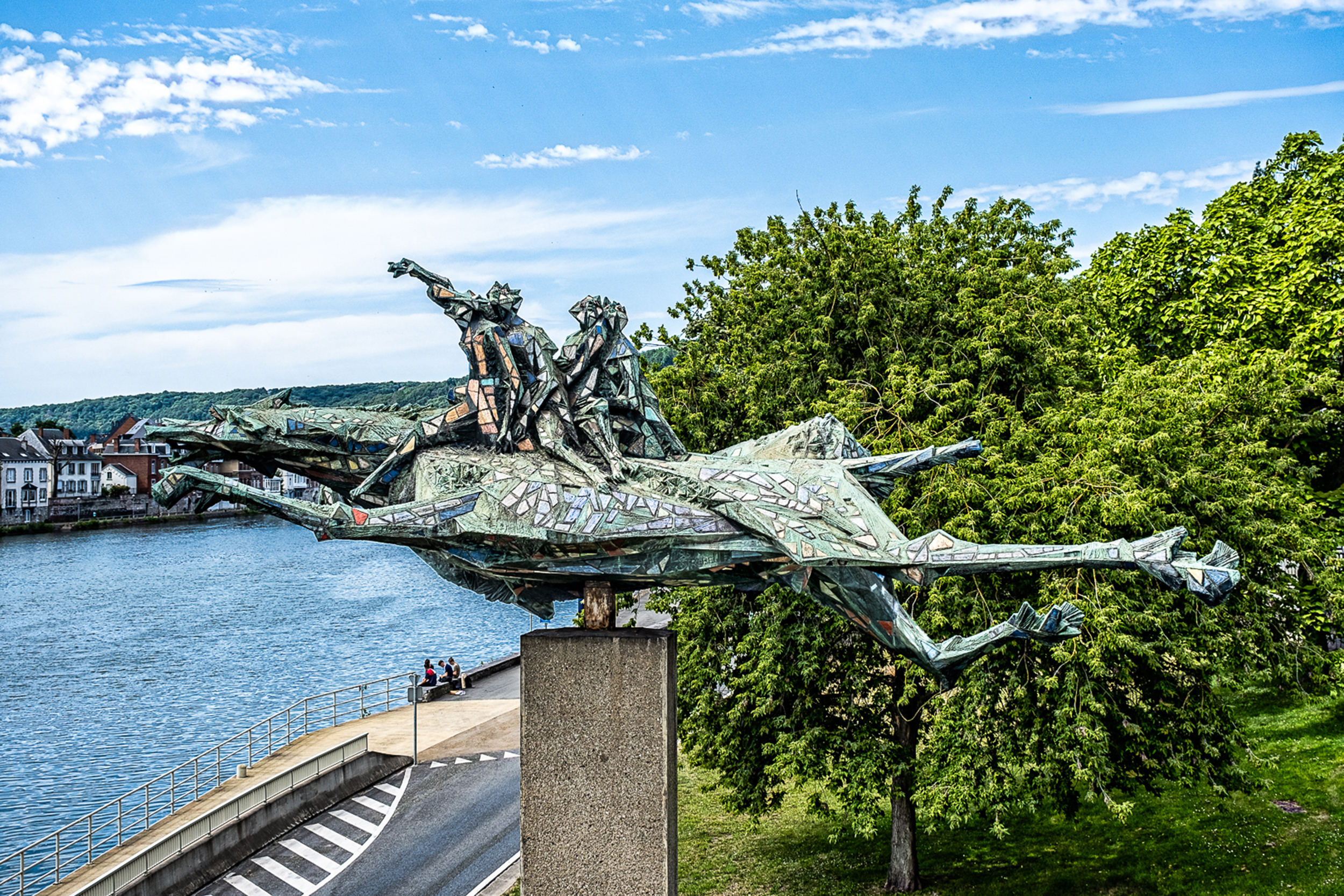
Le cheval Bayard de Namur.

Un cheval Bayard est attesté à Namur dès le XVIe siècle, en 1518. Il sort lors de la journée du folklore et des traditions namuroises qui est organisée chaque année depuis 1996. Cette procession mi-religieuse mi-profane se déroulait chaque 2 juillet, à travers les rues parées de « mai et autres jolivetés à largesse ». Y apparaissaient Charlemagne et les neuf preux, ainsi que les quatre fils Aymon montés sur Bayard, suivis de leur cousin l'enchanteur Maugis.
Bayard était représenté par une énorme machine d'osier manipulée par des porteurs cachés sous la houssière. Cette pièce profane connut un immense succès pendant près de trois siècles, réjouissant les bourgeois et d'autres bonnes gens qui venaient de tous les coins du comté de Namur. D'abord connue comme la « moralité des quatre fils Aymon », elle prit plus tard le titre d'« Histoire du cheval Bayard ».

#### Ducasse d'Ath
La ducasse d'Ath, en Belgique (province de Hainaut), a un cheval Bayard depuis 1462. Disparu dans le premier quart du XVIe siècle, le destrier, chevauché par les quatre fils Aymon, est réintroduit en 1948.

#### Ommegang de Termonde

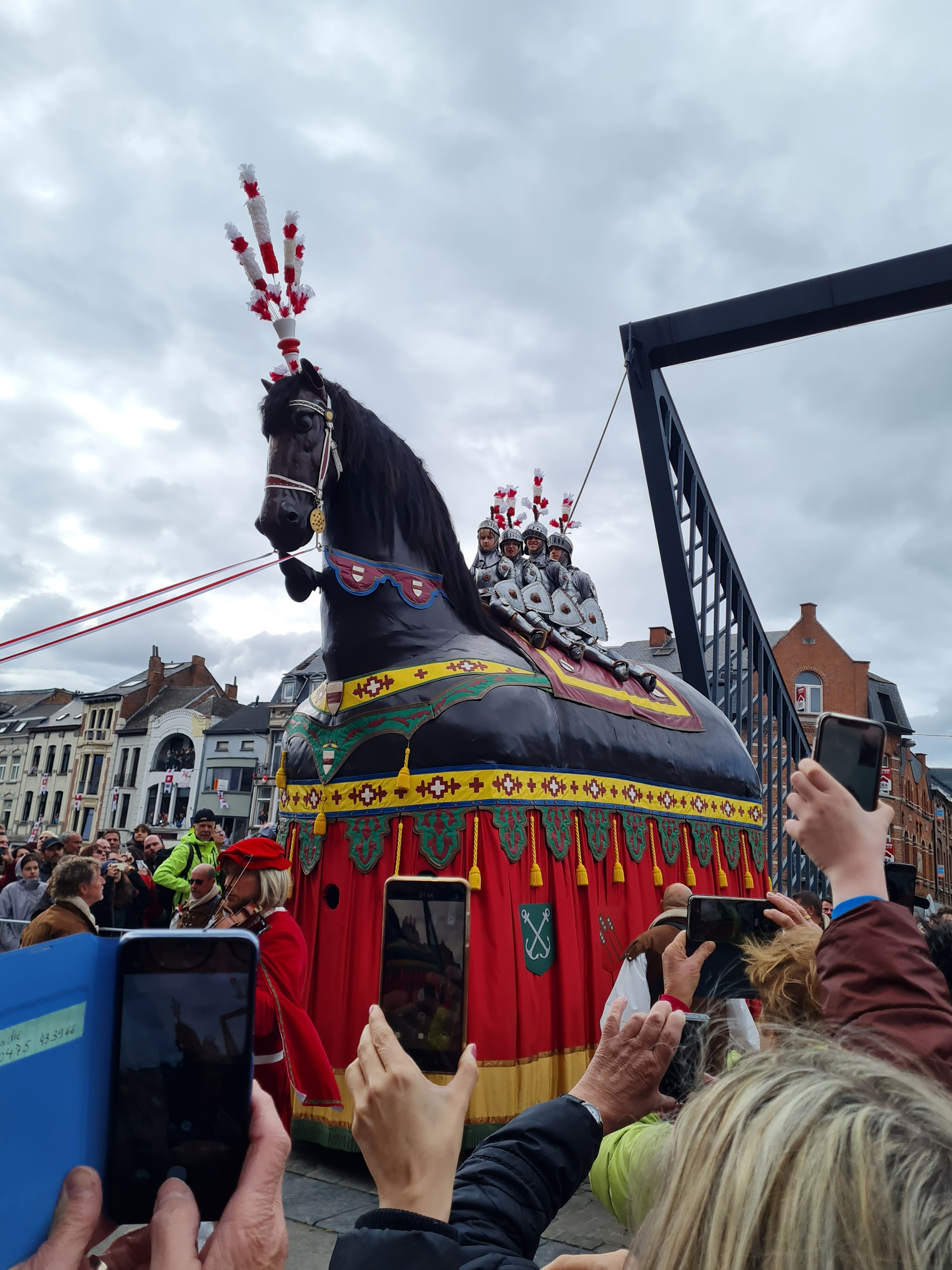
Le cheval Bayard de Termonde en 2022.

Attestées avant 1461 à Termonde, en Flandre-Orientale, ces festivités sont désormais connues sous le nom Ros Beiaard. L'Ommegang de Termonde a pour sujet la légende des quatre fils Aymon (que l'on dit originaires de la ville) et du cheval Bayard, qui aurait été noyé au confluent de l'Escaut et de la Dendre. Le géant processionnel a été conçu dans une rue qui prendra plus tard le nom de rue du Cheval Bayard, et participe à l'Exposition universelle de 1935.

#### Danse du Baiar
Une tradition propre au village d'Esquièze, dans les Hautes-Pyrénées, est la « danse du Baiar » (ou danse du cheval Bayart selon Henri Dontenville) où les danseurs portaient une tête de cheval en bois sculpté sur le ventre. Son lien possible avec le cheval Bayard est encore mal connu au milieu du XXe siècle,. Toutefois, un ouvrage de 1923 affirme qu'il s’agissait d'une danse où le destrier (de Renaud ou de Roland) « sauvait une belle éplorée de la main des infidèles », en référence à la tradition chevaleresque dans ces contrées et à la peur suscitée par les invasions Arabes.

### Variantes de la légende
Indépendamment de la légende des quatre fils Aymon, certaines légendes locales ont pour protagoniste un cheval Bayard doué de caractéristiques différentes. De plus, Bernard Sergent pense que Bayard forme une origine possible pour tous les équidés « qui s'allongent » dans le folklore français. Les chevaux légendaires du Pas-de-Calais présentent en effet deux caractéristiques similaires au cheval Bayard (assez proche géographiquement par ailleurs), à savoir l'échine qui s'allonge pour porter plus d'un cavalier (une caractéristique reptilienne), et le lien avec l'eau (les chevaux blancs du Pas-de-Calais noient leurs cavaliers). Le cheval Mallet pourrait lui aussi avoir une parenté avec Bayard.
À Romans-sur-Isère, c'est le petit cheval, représenté par la fontaine ornée de têtes de chevaux et de dauphins serpentiformes sur la place homonyme, qui serait issu de Bayard.

#### Bayard de Haute-Savoie
Un cheval Bayard est connu des traditions populaires près d'Onnion et de Mégevette, dans la Haute-Savoie. Gigantesque créature diabolique, il a l'apparence d'un cheval noir trainant les chaînes accrochées à ses jambes, crachant le feu et faisant jaillir des étincelles. Il dévaste les champs durant la nuit et bloque les passages pour ennuyer les habitants. L'un d'eux parvient à le forcer à fuir en récitant une prière. Il s'agit de la seule mention du cheval Bayard dans les Alpes.

#### Bayard de Normandie
Un autre, venu de Normandie, serait en réalité un gobelin ou un lutin prenant la forme du « cheval Bayard » pour jouer des tours à l'homme. Ainsi transformé, il se présente à quelque voyageur cheminant à pied, et témoigne d'abord de si pacifiques dispositions qu'on se décide souvent à l'enfourcher. Une fois dessus, ce n'est plus qu'une suite épouvantable de sauts, de soubresauts, de ruades, de mouvements étranges qui remplissent d'effroi. Quand l'esprit s'est amusé tout son saoul de la terreur de son cavalier, il s'en débarrasse en le jetant dans une mare ou dans un fossé plein d'eau bourbeuse.

#### Bayart de Sologne
Henri Dontenville rapporte le récit d'un folkloriste qui dit qu'à Lamotte-Beuvron, en Sologne, on craignait un cheval Bayart fantomatique et lumineux, portant une lanterne au bout d'une longue perche et bondissant dans l'espace.

#### Blind Byard du Lincolnshire
La vaste diffusion de la légende des quatre fils Aymon, et donc de Bayard, conduit à des amalgames avec d'autres chevaux fabuleux, notamment dans le folklore anglais. Le petit hameau de Byards Leap (nom que l'on pourrait traduire par « Saut Bayard »), à l'ouest de Cranwell dans le Lincolnshire, devrait son nom à Blind Byard, un cheval blanc aveugle qui aida un chevalier à vaincre une sorcière en franchissant 60 pieds (18 mètres) d'un seul saut. Il est vraisemblablement issu de la perte du statut de cheval magique et héroïque de Bayard dans la littérature anglaise, et de son assimilation avec le cheval clownesque, aveugle et stupide des Contes de Canterbury écrits par Chaucer : Bayard y est un cheval aveugle et fou qui, du fait de son infirmité, ne voit pas le danger et s'y précipite. Il a vraisemblablement donné naissance à l'expression populaire « As bold as blind Byard » (aussi audacieux que le Bayard aveugle).

#### Contes populaires
De nombreux contes populaires parlent d'un cheval Bayard, suivant un schéma de narration qui est souvent le même. Le rôle du cheval peut être d'égale importance avec celui du héros du conte, animal fantastique, il est alors l'initiateur de ce dernier, lui apportant la force et le savoir. Les variantes de ce conte sont très populaires en Allemagne, dans les pays scandinaves et dans les pays baltes, il est également connu en France et en Irlande, et même au Québec. La version de Mauricie parle d'un garçon parti se mettre au service du roi, et qui rencontre dans l'écurie de ce dernier un cheval blanc nommé Bayard, en fait un prince enchanté. Le cheval permet au héros de trouver deux princesses, lui fournit une épée qui tue à sept lieues et finalement lui demande de le tuer, ce qui lui permet de retrouver son apparence de prince et d'épouser l'une des princesses.

#### Adaptations littéraires récentes
Une adaptation de la chanson de geste de Maugis place Bayard au centre de l'intrigue d'une série de romans de fantasy historique commencée en 2023 et écrite par Benoît J. Caron, auteur ardennais. La saga, prévue en cinq tomes, en compte deux édités en 2024, Froidmont et les Enfants de l'Obsidienne qui détaillent comment le Sorcier Maugis, après avoir été élevé par la fée Oriande part libérer le Cheval-Fae sur l'Ile de Bocan après une invocation ratée. L'originalité de ce Cycle de Maugis est de synchrétiser des éléments de mythologie ardennaise, d'Histoire et de chanson de geste.

## Utilisation commerciale et déploiements culturels

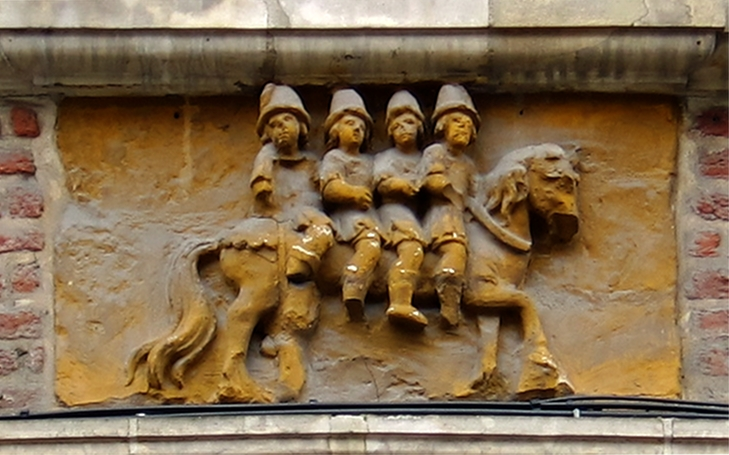
Bayard sur l'enseigne d'un ancien estaminet de Lille baptisé Aux quatre fils Aymon.

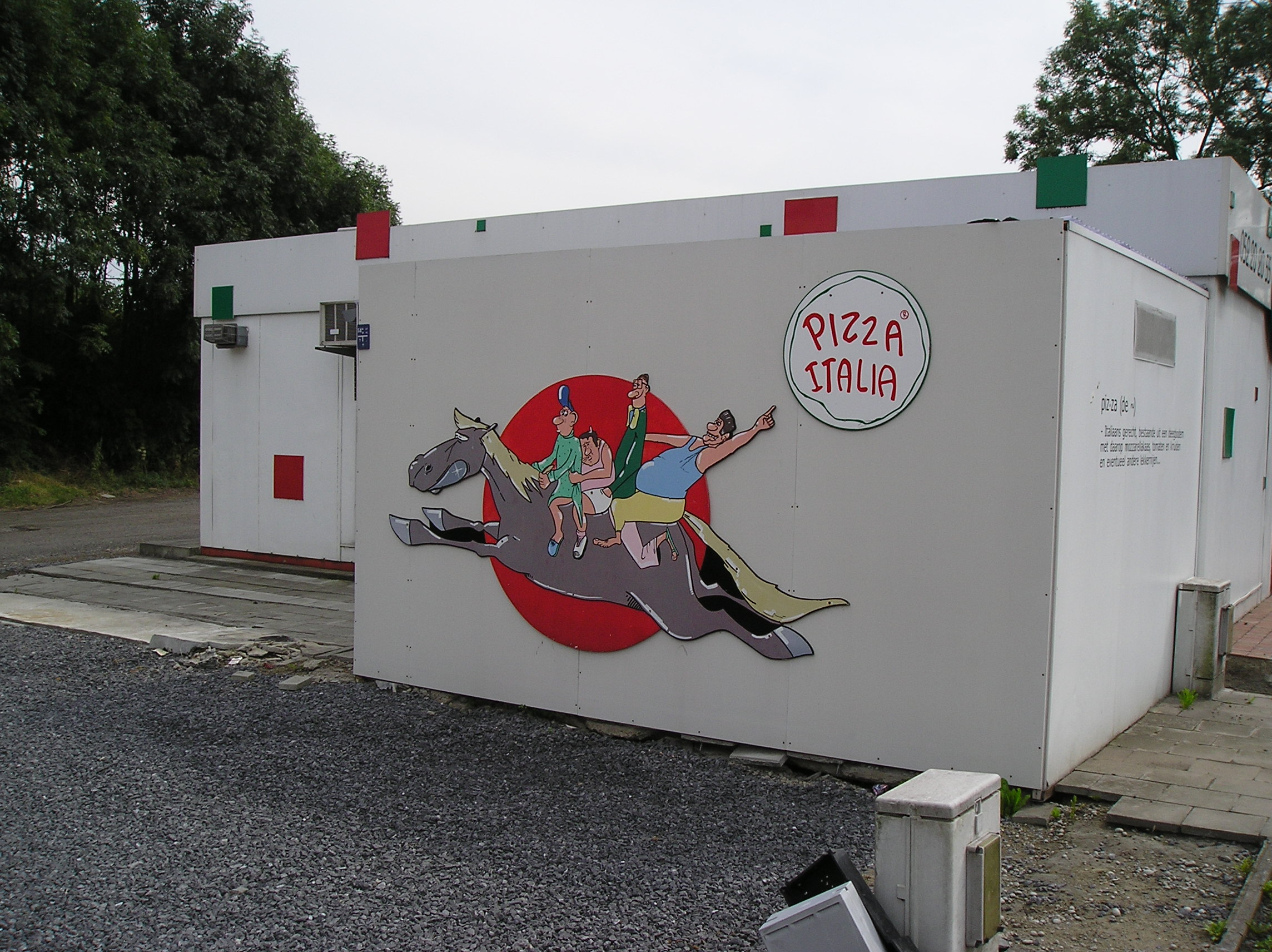
Logo d'une pizzeria de Termonde faisant référence au cheval Bayard et aux fils Aymon.

Le cheval Bayard et les quatre fils Aymon étaient très populaires comme enseigne de nombreux commerces, notamment parisiens, baptisés Aux quatre fils Aymon, jusque dans les années 1830. C'est la raison pour laquelle la légende est présente dans une rue du IIIe arrondissement de Paris, la rue des Quatre-Fils. Il s'y trouve en son centre une œuvre en bronze d'Ivan Theimer sur une façade, la plaque du fond est surmontée à son sommet par le cheval Bayard. La rue des Quatre-Fils devrait son nom à une ancienne auberge présentant une telle enseigne. On trouve toujours l'enseigne d'un ancien estaminet Aux quatre fils Aymon, datée de la fin du XVIIe siècle, à Lille.
Plus récemment, le cheval Bayard a été remis à l'honneur par Hervé Gourdet, organisateur du festival Printemps des Légendes à Monthermé, dans les Ardennes françaises, qui l'a fait figurer sur l'affiche de l'édition 2010 du festival, et a illustré un livre pour la jeunesse sur ce thème, avec Jean-Luc Duvivier de Fortemps. Une exposition itinérante d'Hervé Gourdet (illustration) et d'Amélie Tsaag Valren (textes), consacrée au cheval Bayard, est lancée le 13 avril 2012 à Bogny-sur-Meuse, dans le cadre du même festival, avec le soutien de la fédération française médiévale. Elle adopte un point de vue européen sur la légende, mettant en relief les différents pays qui la partagent.

### Jeu de rôle interactif
En 2025, l'association Comra Finrodo ( le cercle de Finrod en quenya, l'une des deux langues elfiques inventées par J.R.R Tolkien) a organisé un jeu de rôle interactif ( ARG ) intitule le Silence de Bayard sur le territoire ardennais, ayant pour thème le cheval fée. Dans un cadre à la fois éducatif et ludique, des aventuriers ont eu pour tâche de retrouver Bayard dont le hennissement de s'était pas fait entendre comme attendu dans la forêt ardennaise le 21 juin 2024. Régulièrement, des quètes étaient lancées dans le but de retrouver dix artefacts représentant l'histoire de Bayard (dragon, serpent, chaînes d'argent, le diable Roüart, Floberge, Maugis, Oriande, etc.) Dix artistes locaux, aux côtés de l'association, organisèrent l'évènement et réalisèrent dix oeuvres originales qui furent remises aux gagnants lors de l'Exposition Fantastique soirée cloturant l'évènement aux Hautes-Rivières au coeur de la vallée de la Semoy, prévue le 21 juin de la même année.